# 函館バス
函館バス株式会社（はこだてバス）は、北海道函館市高盛町10-1に本社を置く企業。バス事業では奥尻町（奥尻島）を除く渡島・檜山管内全域2市14町に乗り入れるほか、不動産事業も行う。

## 歴史

### 函館乗合自動車設立まで
渡島・檜山管内各地には15のバス事業者があり各々バスを運行していたが、太平洋戦争勃発により各種統制が敷かれガソリンなど物資不足が発生した。乱立気味であったバス事業者を統合するために北海道における旅客自動車運輸事業統合要綱が発表された。北海道内を7地域に分けた統合が進められ、函館地区14事業者の統合先として函館乗合自動車株式会社が設立されることになった。1943年（昭和18年）10月1日に仮営業を開始。翌1944年（昭和19年）4月12日に各社からの事業譲渡が許可され、同年6月1日付で設立登記し営業を開始した。なお、道南電気軌道は函館市へ事業譲渡交渉中であり、その譲渡交渉先である函館市は統合決定時にバス事業を行っていなかったため、除外されている。

#### 設立時の会社概要
- 本社所在地 - 北海道函館市松風町8
- 資本金 - 65万円
- 車両 - 54両
- 従業員数 - 114名
- 営業所 - 函館営業所（万代町、湯川、椴法華出張所）、江差営業所（東瀬棚、久遠、石崎、熊石、大野出張所）、鹿部営業所（尾札部、砂原出張所）、松前営業所（木古内、江良、涌元出張所）
- 統合元事業者 - 道南自動車、臨港バス、大沼電鉄、渡島海岸鉄道、渡島交運、大檜乗合自動車、熊石自動車、八雲熊石自動車、下海岸自動車、松前自動車、旭自動車、藤野自動車、水上自動車、藤谷自動車

### 戦後から昭和30年代
所有車両54台の中にはガソリン配給を得るためのダミー車両も相当数含まれており、従業員は14社からの寄せ集めであった。1945年（昭和20年）には従業員数88名に減少、翌1946年（昭和21年）には車両43台に減少した。物価高騰の影響もあり毎年のように運賃値上げと増資を繰り返していた。路線は着々と延伸を図り各地域に進出した。1948年（昭和23年）には奥尻島に進出したものの1952年（昭和27年）10月4日に廃止されている。1951年（昭和26年）7月3日に商号を函館バス株式会社に変更した。
1954年（昭和29年）8月31日に函館バス労働組合（現：私鉄総連函館バス支部）が発足したが、これに対する会社側の対応を不服とし即日ストライキ（スト）に突入。妥結まで9月21日までの21日間を要した。1955年（昭和30年）には賃金引き上げを要求し7月6日にスト突入した。この時は8月26日の妥結までの51日間全路線運行停止となり、頻繁・長期化するストに業を煮やした沿線住民は函館バスに対して非難の声を上げ、国鉄バスに対して函館市乗り入れを陳情。函館市交通局（現・函館市企業局交通部）が大野・上磯方面と下海岸線の一部に、ハイヤー会社であった相互自動車が下海岸線に参入し、沿線自治体では貸切バスで輸送を行うなどの事態となった。上向きであった経営状況もストによる収入低下などが影響し危機を迎えることになり、同年行われた運輸省の監査では「稀に見る悪い会社」との酷評を受け改善を命じられた。
1957年（昭和32年）10月23日より東京急行電鉄の傘下に入り東急グループの一員としてスタートした。函館市や市民はこれを快く迎えたが、給料未払いや税金滞納など課題山積みの中での再スタートであった。この状況を打破するため旧路線の改廃や新規路線の運行などを行い、税金等の支払いをきちんと行うなどしたところ業績・信頼とも上向きとなった。1959年（昭和34年）には長期スト中に下海岸線に参入した相互自動車のバス事業を買収するなど利用者へのサービス改善を図った結果、1960年（昭和35年）の運輸省監査では「優良会社に成長した」との評を受けるまでに回復した。1956年（昭和31年）には檜山海岸線に国鉄バスと江差町営バスが参入の意向を示し、公聴会が行われるなど調整が続けられていたが1961年（昭和36年）10月27日に却下されている。路線拡大に伴い、1963年（昭和38年）6月21日に森、9月7日に函館バスセンター、11月29日に八雲、1964年（昭和39年）1月23日に知内に営業拠点を新築落成している。

#### 1964年の会社概要
- 本社所在地 - 北海道函館市松風町8
- 資本金 - 7,600万円
- 車両 - 158両
- 従業員数 - 657名
- 営業所 - 函館営業所（大沼出張所、函館工場）、江差営業所（久遠出張所、江差工場）、鹿部営業所（川汲出張所、鹿部工場）、松前営業所、八雲営業所、東瀬棚営業所、知内営業所、森営業所

#### 豊浜山津波
1962年（昭和37年）10月17日、定刻運行していた檜山海岸線の熊石発江差行は、熊石町から乙部町に入って間もなくの豊浜四号隧道を通過後、豊浜三号隧道付近に差し掛かったところで落石を発見。通行不能と判断した乗務員は電話連絡を行うため最寄停留所まで戻ろうと後退を始めたところ間もなく山津波（土石流）が発生。車両諸共海中に転落した。
乗務員2名は生還したものの乗客14人死亡、重軽傷者25人を出す被害となった（路線バスのため身元が分からない被害者が、これ以上出ている可能性がある）。転落した車両は引き上げられていない。
この区間は1973年（昭和48年）に山側を迂回する形で豊浜トンネルが整備されており、事故現場は廃道となった。

### 昭和40年代から平成初期
1965年（昭和40年）以降も路線拡大が図られ、1966年（昭和41年）9月に函館 - 長万部間直通系統を開設。1967年（昭和42年）2月に長万部と恵山に営業所を開設した。一方で過疎化やモータリゼーション化の進行、鉱山の閉山による乗客減少から過疎路線の廃止も同時に行われた。特に八雲営業所管内では1969年（昭和44年）から翌年に掛けて町内の路線の大半が休止となり、八雲営業所は同年10月22日に6年の営業期間で廃止されている。これらの休止路線は1975年（昭和50年）2月18日付で廃止され、一部路線は八雲町が引き継いでいる。組織変更も進められ、昭和50年台中期までに大半の営業所が出張所化されている。
ワンマン運転は1969年（昭和44年）5月1日の七重浜線を皮切りに函館市内・近郊路線より順次行われた。地方路線には狭隘区間が残っていることもあり、定期全路線のワンマン化は1989年（平成元年）11月4日までの20年以上かかっている。1979年（昭和54年）5月10日には本社を現在地に移転。路線は1982年（昭和57年）に横津岳国際スキー場線、1985年（昭和60年）に函館 - 大成間の直通系統（大成号）、1987年（昭和62年）に函館 - 北檜山・瀬棚間の直通系統（瀬棚号）や洞爺湖温泉線などを開設。一方で1971年（昭和46年）に開設された恵山高原ホテル線は1978年（昭和53年）までの僅か7年で廃止されるなど整理が進められた。特定地方交通線廃止によるバス代行路線として、1987年（昭和62年）3月16日の国鉄瀬棚線、1988年（昭和63年）2月1日のJR北海道松前線廃止による代行輸送を開始している。

### 函館市営バスを統合と運賃維持
1998年（平成10年）1月28日に「函館市公共交通検討協議会」が設置され、函館市交通局のバス（市営バス）事業の民間一元化を含めた検討が行われた。1999年（平成11年）に行われた函館市長選挙において、市営バス事業の民間一元化を公約に掲げた井上博司が当選。市長就任後からさらに協議が重ねられ、2000年（平成12年）4月7日に市営バス事業の移管申し入れがあった。函館バスでは同年5月31日に函館市の資本参加を条件に受け入れる旨を回答し、一元化に向けての準備が進められることになった。同年6月20日に2段階に分けて移管する基本条件案を提示。同年10月11日に函館市および函館市労働組合では1年間の延長とそれまでの一部路線存続で合意。これを基に同年11月20日に函館市長と函館バス社長が基本協定に調印を行った。
市営バスでは市営であるが故の高コストがあり、市営バスで赤字とされる路線でも函館バスであれば赤字を出さずに運行出来る路線も多かった。また、採算性の乏しい郊外路線を維持するには、函館市内路線の強化は重要であった。函館バスは移管後1年間は市営バスの系統や運行本数の維持、函館市は営業所敷地・建物の10年間無償貸付などの条件の下、2001年（平成13年）4月1日、第一段階として6系統（日吉営業所 - 函館駅前）を除く市営バス日吉営業所の移管を受けた（車両44台、26系統）。合わせて函館山登山バスや臨時運行路線についても同日に移管を受けている。2002年（平成14年）4月1日には第二段階として市営バス昭和営業所の移管を受け、函館バス昭和出張所を旧市営バス昭和営業所に移転。2003年（平成15年）4月1日には最終段階として市営バス6系統の移管を受け、市営バス事業に幕を閉じ新たに函館バスでの運営が始まった。

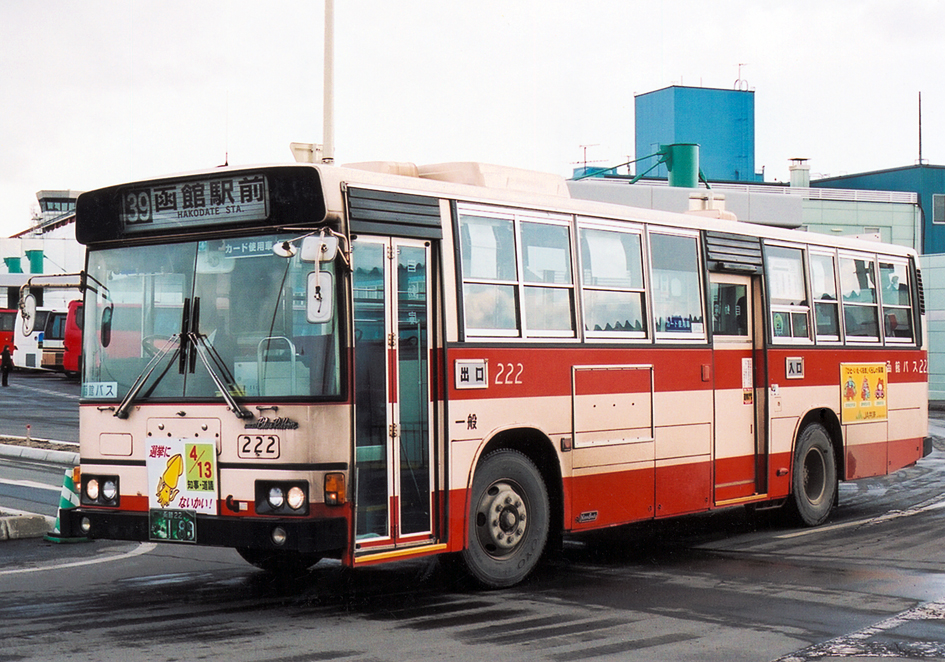
統合直後は市営バス塗装のままで事業者名のみ書き換えていた (222)

移管完了後、従業員数はあまり増えていない。乗務員は市営バス臨時職員の移籍や新規採用で補充したが、交番の工夫などにより最低限の増員に留め、車両も市営バスから継承した車両のほかでは予備車両の削減などでコスト削減を図っている。バスカードシステムは市営交通に合わせて導入したが、バス事業を受け入れたとは言っても異なる企業体であることには変わりなく、函館市交通局発行のイカすカードや一日乗車券などで函館バスに乗車した際、または函館バス発行のバス・市電共通乗車カードなどで函館市電に乗車した際や、移管に合わせて導入された乗継割引の按分など精算の面では課題が残っている。また、市営バス事業移管完了と同日に長万部と恵山の出張所が廃止され、乗客向けの営業を行わない車庫化されている。
2001年（平成13年）9月新規株主は下記の通り。
- 函館三菱ふそう - 3,000万円
- 函館市 - 2,000万円
- エスイーシー（旧・南北海道電子計算センター） - 1,700万円
- 函館日野自動車 - 1,500万円

函館市の出資比率が低い理由は函館バスが経営責任を持つことを明確化するためである。また大手資本から独立し、地域で自立して経営する方針である。
函館バス・東京急行電鉄が提示した3つの条件、1.函館市の資本参加による支援、2.初期投資の支援、3.不採算路線の運行の支援のうち、3については行われなかった。
1994年（平成6年）から2023年（令和5年）まで29年間消費税の増税を除いて運賃の維持をしている。

### 市営バス統合後
特に地方路線では、バス路線を維持するためにマイカー通学の自粛を呼び掛けており、学校側からの協力も得られているが、実際には節約のためマイカー通学をするケースが多く、少子化の中での通学需要の減少は地方路線維持が出来なくなる要因のひとつとなっている。これに対し自治体はスクールバス運行の委託や定期乗車券代金の補助などを行っている。特にスクールバス運行の受託は契約料金は低めでも地方一般路線の維持よりはメリットがあることから、前向きに営業を行っている。また、高齢化の進行に伴う通院需要では、患者を取り込むために各病院が運行する自家用バスが新たなライバルと化しており、新しい営業戦略が必要となっている。

### 函館市内バス路線再編の検討
2003年に函館市営バスの路線をほぼそのまま継承した事もあり、市民からも複雑で分かりづらいという声が以前よりあった。そのため函館市ではこれらの声を受け、2017年度に函館バスが市内で運行する100路線を集約して半減するルート再編に着手し、「ゾーンバス方式」として骨格を策定する事が報じられた。
函館市のルート再編案の主な内容は
- 函館中心部を貫く幹線として
  - 1）函館駅前 - 亀田支所前（美原）
  - 2）昭和営業所 - 湯倉神社前（湯の川）
  - 3）亀田支所前 - 五稜郭駅前

の3ルートを軸に集約して単純化する。
- 郊外などへ向かう乗り継ぎ拠点は、函館駅前、五稜郭、湯の川、亀田支所の4箇所として、函館駅前を除く3箇所に大型の停留所を新設する。
- 乗り継ぐなど中心部を離れる「支線」として、船見町、蔦屋書店前、東山墓園裏、滝沢町、函館空港などを目的地に約10ルートを設ける。

の3つの軸としていた。
また、旧来からの函館市営バスと函館バスのそれぞれの系統番号が存続して複雑化しているのを、系統番号に統一ルールを設けたり、系統別にバスを色分けするなどして、一目で行き先が分かりやすくなる方向で検討されていた。これはそもそも、旧函館市営バスの事業継承時に旧函館市営バスと函館バスの間に同一系統番号があった場合において、基本的に函館バス路線の系統番号に「100」を加えて新たな番号として運用していた事が主な原因である。
その後の官民組織「市生活交通協議会」において、ゾーンバス方式について、湯川は屋外でのバス停での乗り換えが必要となる事と、函館駅前と五稜郭の2拠点はゾーンバス導入で幹線バスの運行距離が短くなり、その都度運転手を交代させなければならなくなるなど非効率で、既存バス路線を維持した方が効率が良い事から見送られ、美原を拠点として郊外に延びる石川・赤川・神山の3つのゾーンのみで導入する事が決定した。
美原を拠点とするゾーンバスに関連して、函館市役所亀田支所（以下、亀田支所）に隣接する旧亀田福祉センター敷地を含めた市有地において函館市亀田交流センター が建設される事に伴い、亀田支所敷地内の駐車場を廃して新たに「美原地区路線バス乗降場（以下、新バス乗降場）」として整備する事が決定し、2019年に実施設計、2020年に工事計画の後に着工し、2021年4月1日に完成して使用開始された。それに伴って従来からのバス路線は一部を除いて新バス乗降場に集約される。当初は従来からの「亀田支所前」バス停の一部を「美原中央（仮称）」と改称した上で存続する予定となっていたが、新バス乗降場を通らない路線があるためにそのまま存続している。なお、ゾーンバス方式の導入は新型コロナウイルスの感染拡大によるバスの利用者減少を受けて2022年度以降に実施することとした。また、亀田支所の利用者は完成した函館市亀田交流センターの駐車場を利用する方式となっている。
2018年（平成30年）8月28日の新聞発表 において、「市生活交通協議会」が、2019年度から、函館市・北斗市・七飯町の市街地を運行する路線の系統番号を2けたに、その他郊外路線を3けたに統一するなどの改善を図る方針を固めた事が報じられた。系統番号の複雑さは函館に限らず全国で発生している事から、国が2020年東京オリンピック・パラリンピックも見据え、全国のバス事業者に外国人にも分かりやすい系統番号への変更を推奨している事から、同年5月から協議が行われていたものである。当時は具体的には10番台を北斗市上磯方面、20番台を北斗市大野方面とするなどしていたが、同年11月1日の新聞発表において、概ね方面別とした新たな系統番号が発表された。
協議会で今回固められたこれらの系統番号案は最終的に函館バスによって調整され、2019年（平成31年）2月18日に同年4月1日から使われる事が正式発表された。

### 令和期
労働争議
令和に入り再び労働争議が激化した。2021年（令和3年）5月以降労使協議が破綻し、2023年（令和5年）9月現在裁判は14件、労働委員会にかけられた案件も含めると20件に及んだ。2022年（令和4年）に労働組合は従来の「私鉄総連函館バス支部」と新規の「新函館バスユニオン」の二つの労組体制になり、労働者の過半数が後者に移った。
函館バスの説明によれば、全従業員数は266名。うち171名が新函館バスユニオン、31名が私鉄総連函館バス支部に加入、28名はいずれの労働組合にも加入していないという。
運賃見直し
前述の通り1994年（平成6年）以来、29年間消費税増税を除いて運賃の値上げはしなかったが、乗客の減少（2018年<平成30年>、年間約850万人が2022年<令和4年>、年間約700万人と約150万人減）、燃料費高騰や人手不足による人材確保の経費上昇により、2023年（令和5年）12月1日に特殊区間制運賃エリア（北海道道100号函館上磯線より函館市役所側の市街地エリア、元函館市交通局運行便も含まれる）と定期券の値上げを行った。翌2024年（令和6年）12月1日でも燃料費の高騰に加え、人件費の増加、施設や設備の老朽化対策で経費がかさんでいることから、値上げをしなかった函館市と近隣の市や町を結ぶ路線などあわせて81路線で運賃を値上げを実施した。
旧函館市営バス設置の停留所上屋の撤去など再整備
2022年度（令和4年度）から2024年度（令和6年度）にかけて停留所上屋の再整備を行っている。ただし自治体からの補助金を受けることはなかった。

### 年表
- 1944年（昭和19年）6月1日：函館乗合自動車株式会社設立。
- 1951年（昭和26年）7月3日：商号を函館バス株式会社に変更。
- 1957年（昭和32年）10月23日：東京急行電鉄傘下となり東急グループ入り。
- 2003年（平成15年）4月1日：函館市交通局のバス事業譲受完了。函館市や地元企業の資本参加により東急グループから離脱[注釈 1]。新社章に変更。
- 2006年（平成18年）4月1日：貸切バス事業のうち、観光貸切に係る一部の部門を連結子会社のエイチ・ビー観光に分割。
- 2017年（平成29年）3月：函館市企業局と共に、IC乗車券のICAS nimocaを導入。
- 2020年（令和2年）4月1日：都市間バス「高速はこだて号」の共同運行に参画[34]。

## 事業所
2019年（令和4年）10月1日現在、すべて北海道に所在。
本社・函館営業所 営業所記号T
函館市高盛町10-1
- 函館バスの所有する事業所の中では最大の規模となる。5階建ての建物のうち1階と2階に本社、バス事業部、函館営業所、不動産事業部、エイチ・ビー観光本社が入居。3階以上は不動産事業部が管理する高盛マンションとなっている。最寄停留所は「函館バスセンター」。

函館駅前バスターミナル案内所
函館市若松町12-11
昭和営業所 営業所記号S
函館市昭和1丁目33-3
- 1970年（昭和45年）6月10日に昭和出張所（停留所名は昭和ターミナル）を設置。市営バス事業譲受により2002年（平成14年）4月1日に旧函館市交通局昭和営業所へ移転・統合し函館バス昭和営業所と名称変更。最寄停留所名は「昭和営業所前」、「昭和ターミナル」[36]。昭和出張所跡地はケーズデンキ函館本店。土地建物は函館市所有でバス整備工場は1978年（昭和53年）12月の函館市交通局深堀町バス車庫の売却に伴い設置されたものである[37]。移管を受けた後10年間は無償貸し付けを受け、その後は協議する契約である[38]。

日吉営業所 営業所記号H
函館市日吉町4丁目7-12
- 元函館市交通局日吉営業所。最寄停留所は「日吉営業所前」。移管を受けた後10年間は無償貸し付けを受け、その後は協議する契約である[38]。

鹿部出張所 営業所記号SK
茅部郡鹿部町字鹿部134-1
- 発足当初から設置される。最寄停留所は「鹿部出張所」。

知内出張所 営業所記号SR
上磯郡知内町字重内66-77
- 松前営業所木古内出張所が前身で、後に木古内営業所となる。この間に松前営業所涌元出張所が廃止されたが、1958年（昭和33年）2月23日に知内町涌元に移転し涌元営業所に改称。1964年（昭和39年）1月23日には町中心部に移転し知内営業所に改称されている。最寄停留所は「知内出張所」で、現在は渡島知内駅跡地に設置される。

松前出張所 営業所記号M
松前郡松前町字建石70-2
- 発足当初から設置される。1972年（昭和47年）8月7日に現在地に移転。最寄停留所は「松前ターミナル」。

江差営業所 営業所記号E
檜山郡江差町字砂川9-1
- 発足当初から設置される。1967年（昭和42年）8月22日に現在地に新築落成。最寄停留所は「江差ターミナル」。

北桧山出張所 営業所記号K
久遠郡せたな町北檜山区北檜山451-2
- 発足当初は江差営業所東瀬棚出張所として設置。後に東瀬棚営業所となり、1965年（昭和40年）に北桧山営業所へ改称されている。国鉄瀬棚線廃止と同時に旧北檜山駅舎に移転し、施設を一部改修の上で利用する。最寄停留所は「北桧山」。

閉所した営業所
森出張所 営業所記号 MR
茅部郡森町本町6-2
- 1963年（昭和38年）6月21日森営業所を設置。御幸町30-2の森市街に位置し、発券窓口と待合施設を設置した。「森出張所」、「森案内所」を経て、2019年（令和元年）6月1日にJR森駅内に移転し、再度森出張所となった[39]。最寄停留所は「森駅前」。2022年（令和4年）9月30日をもって閉所した[40]。

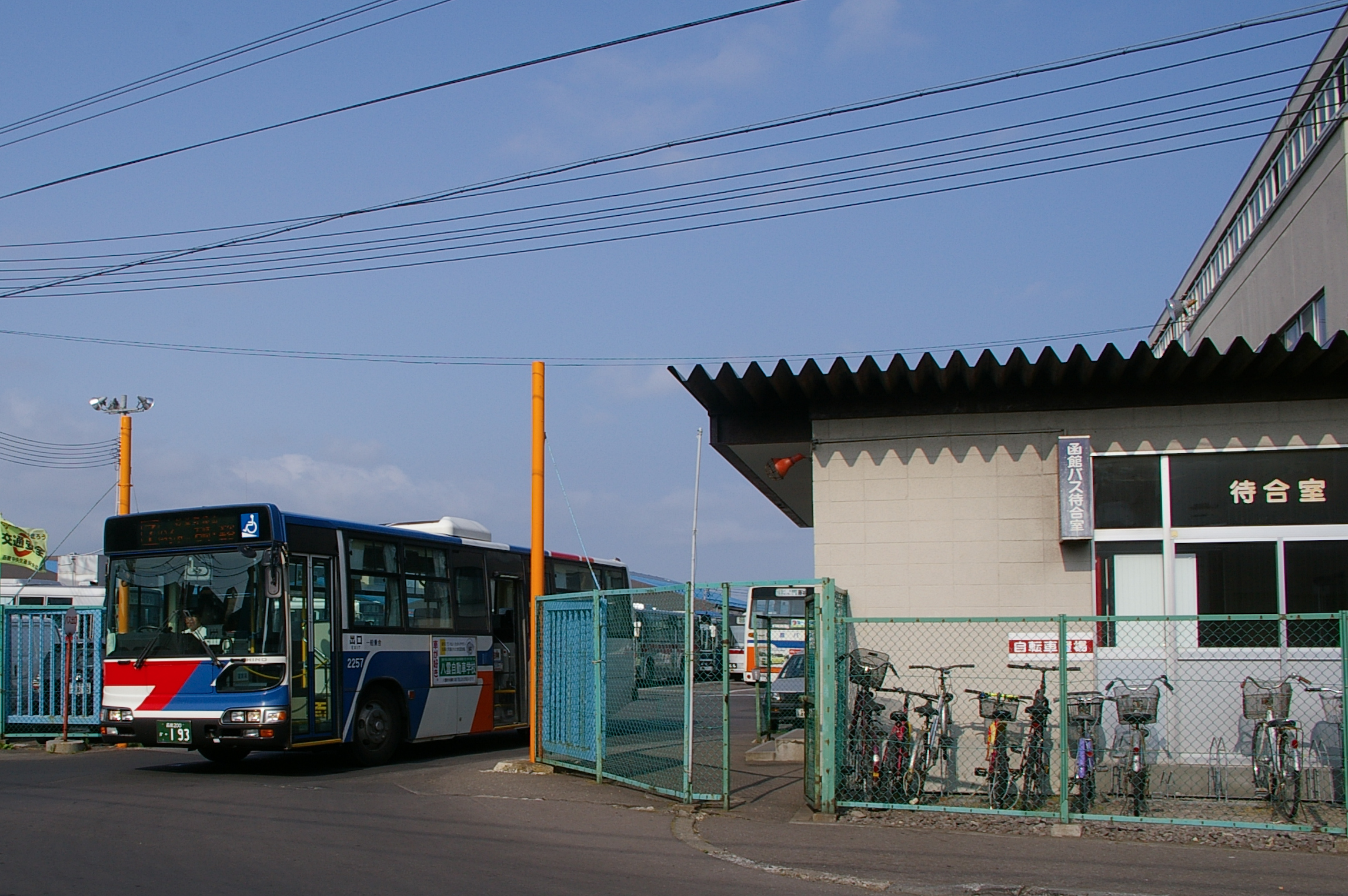
函館営業所
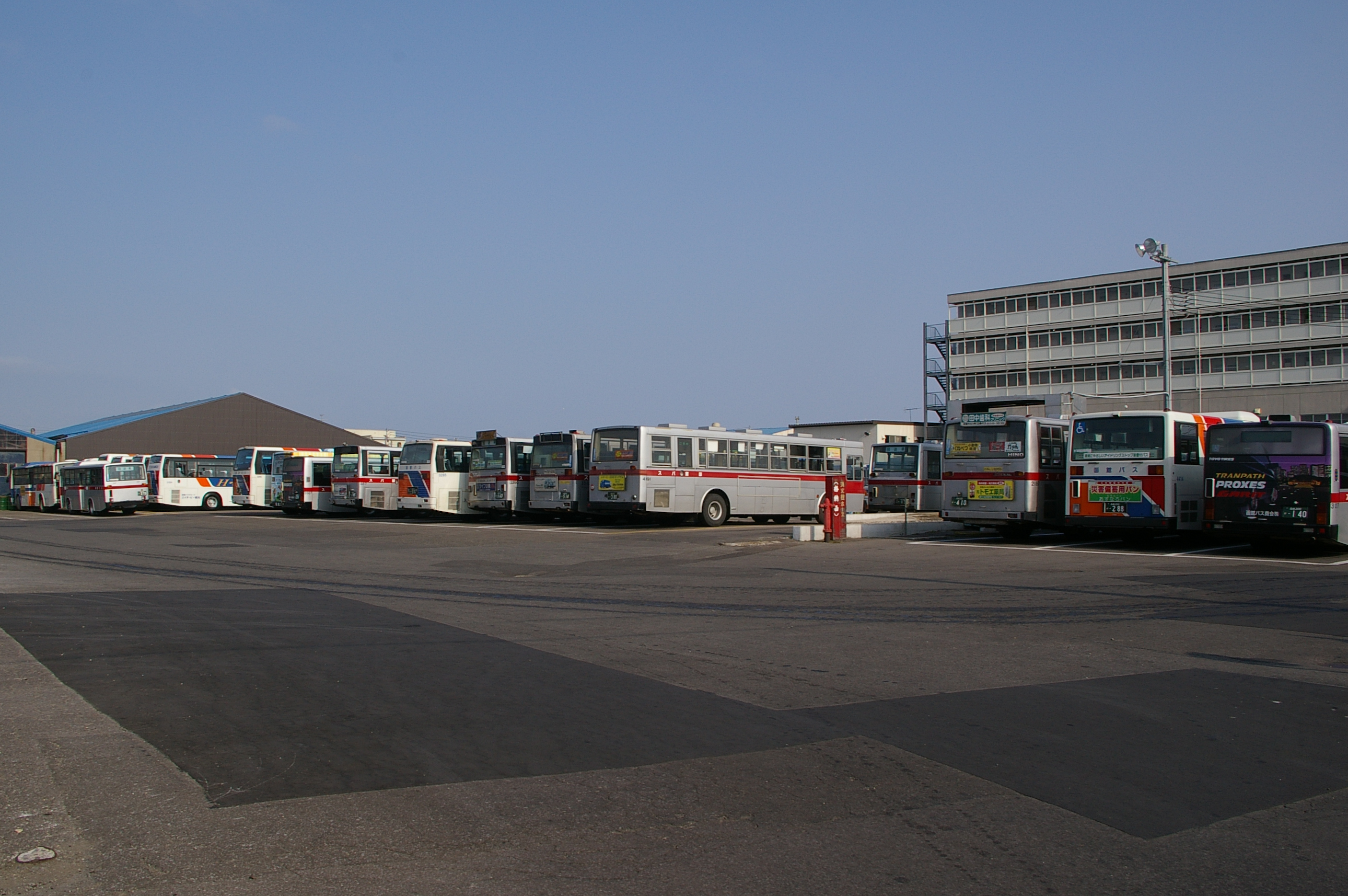
函館バスセンター車庫
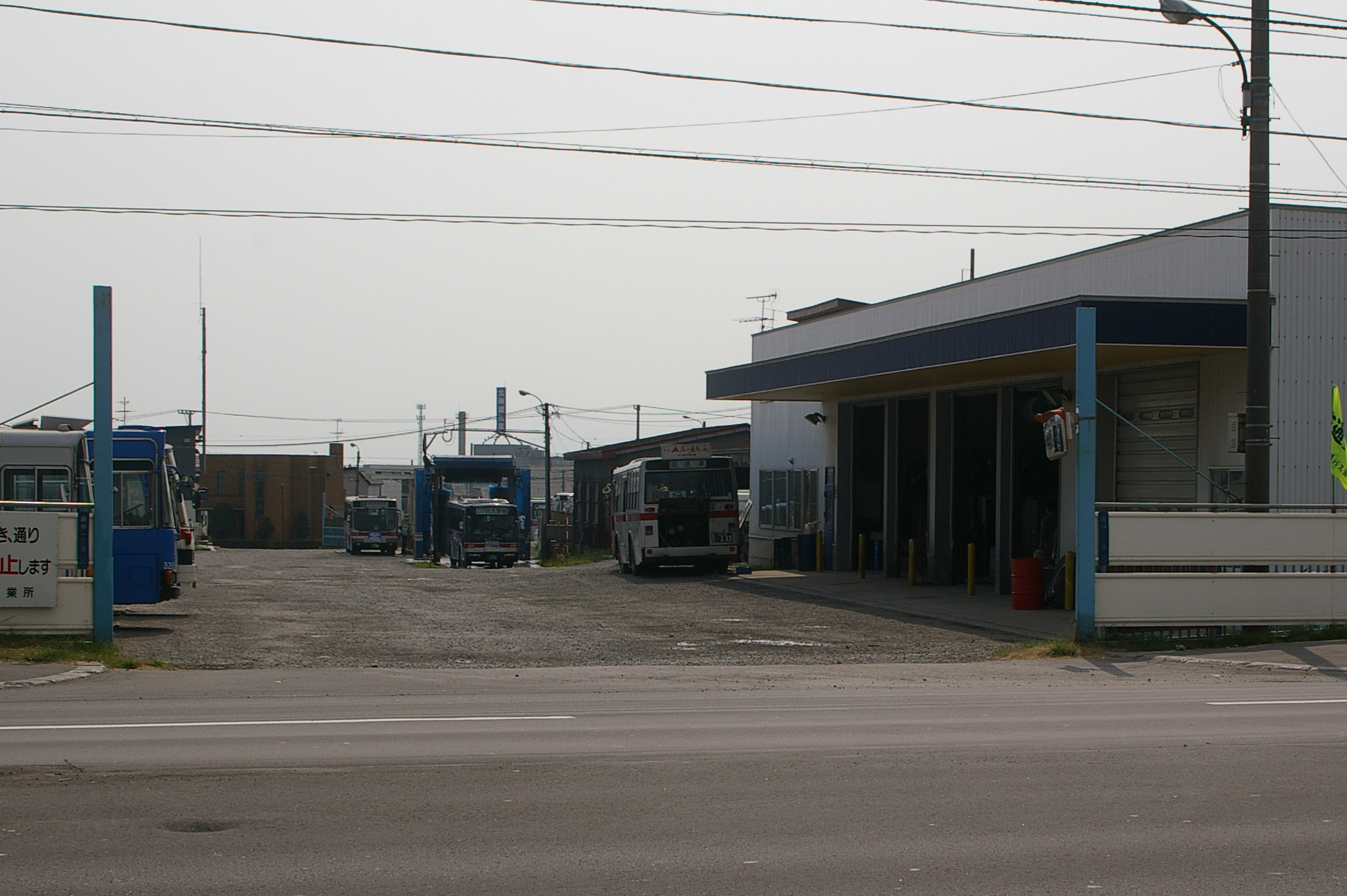
昭和営業所
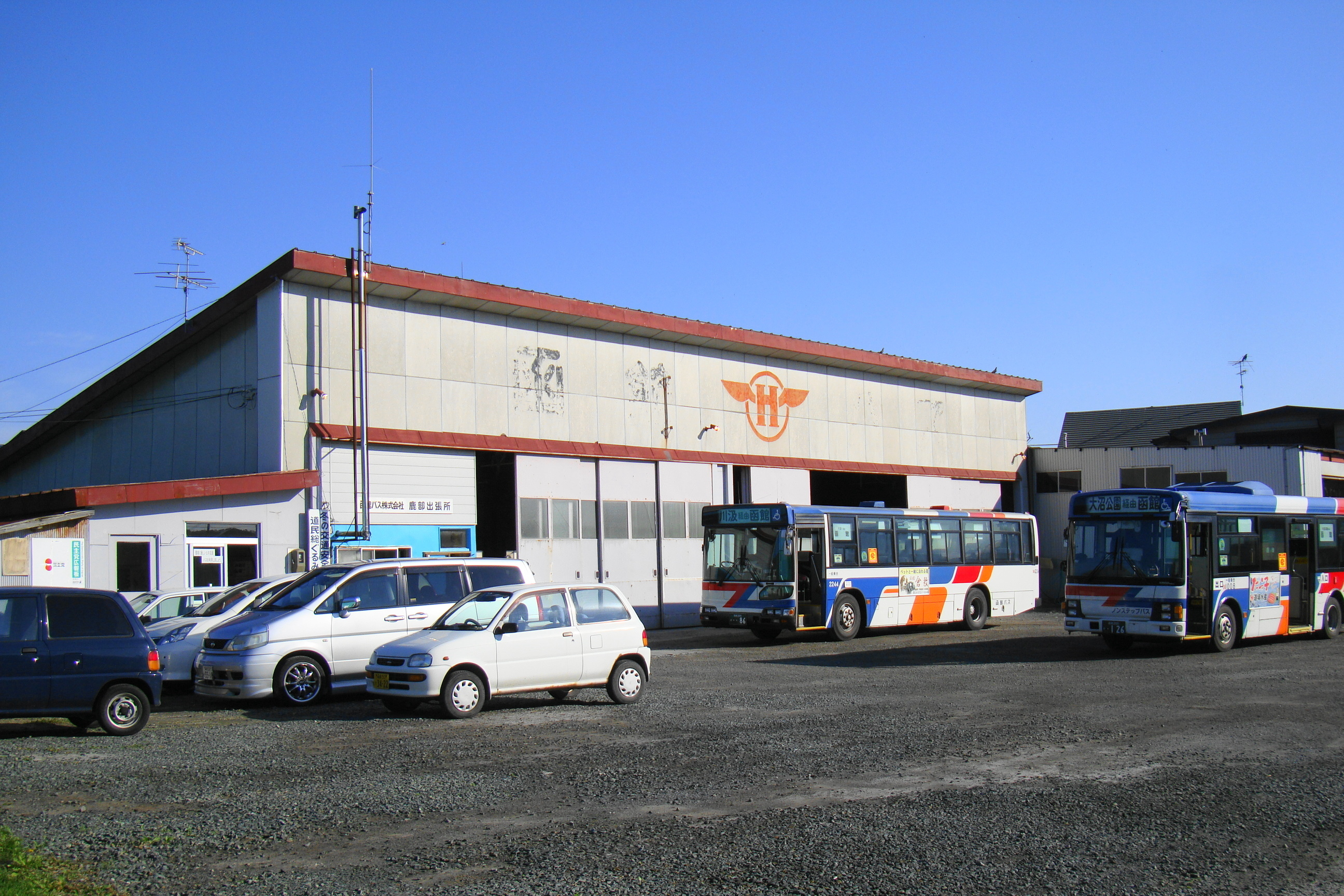
鹿部出張所
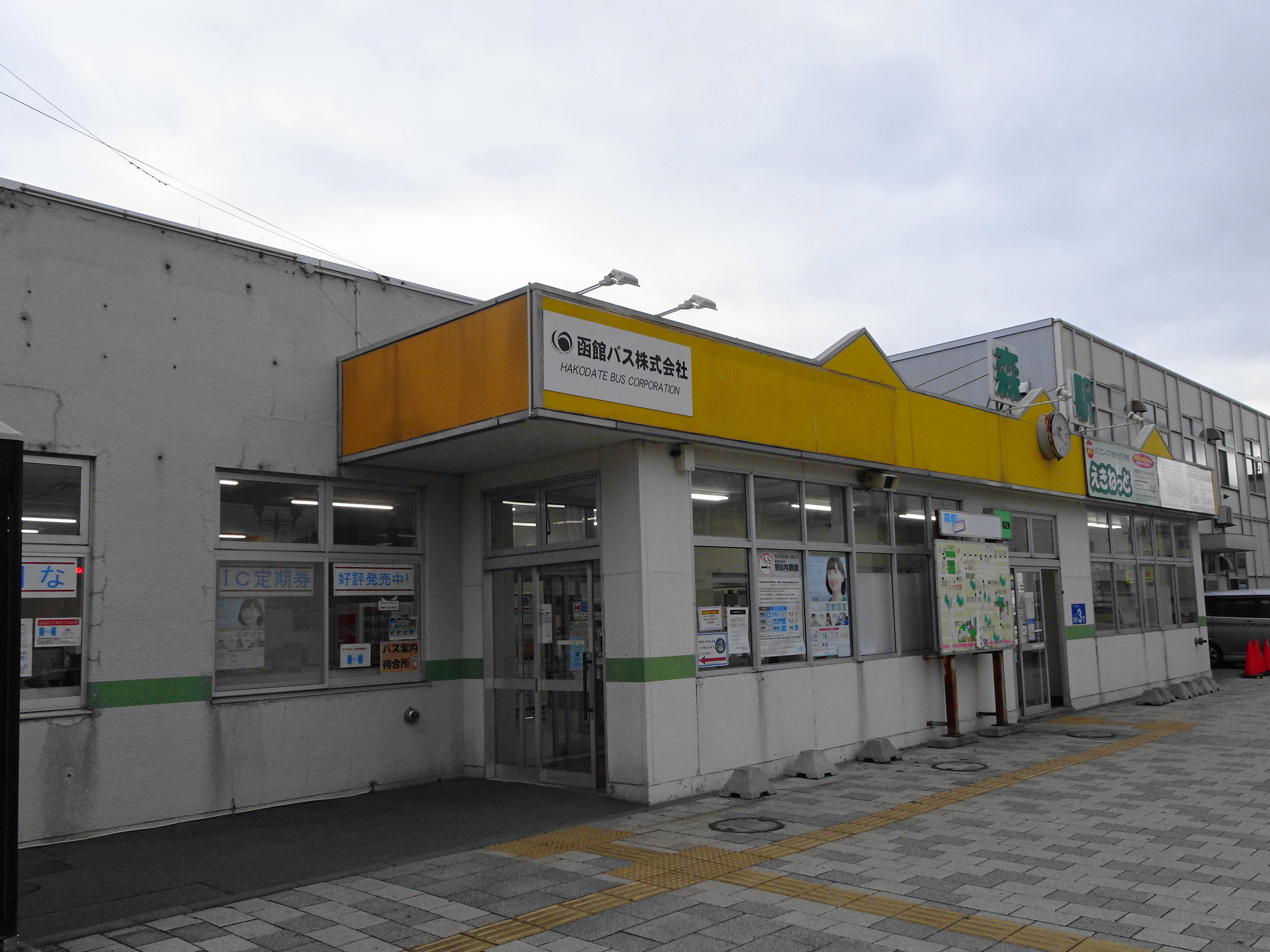
森出張所（森駅内）
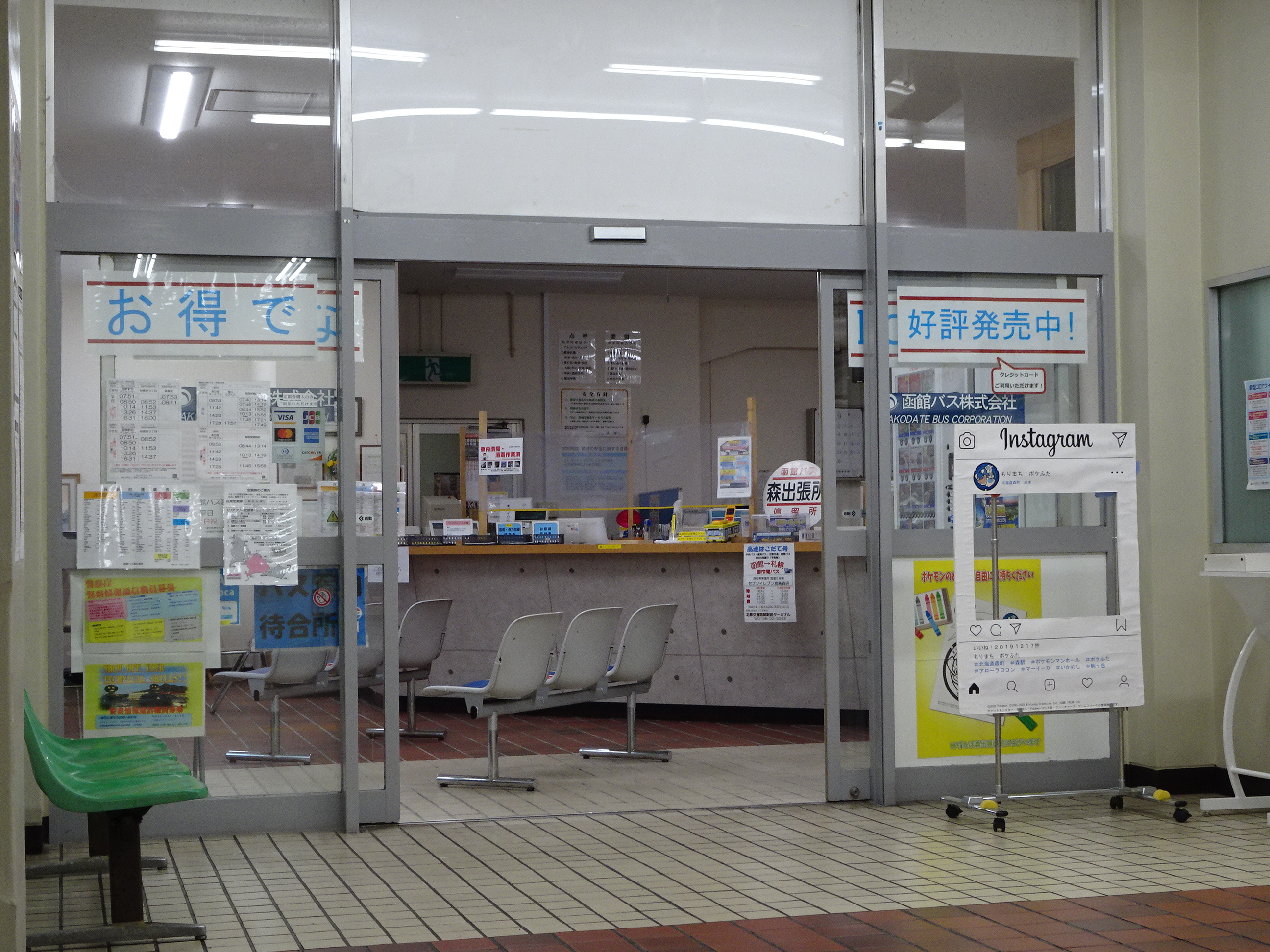
森出張所窓口・待合室
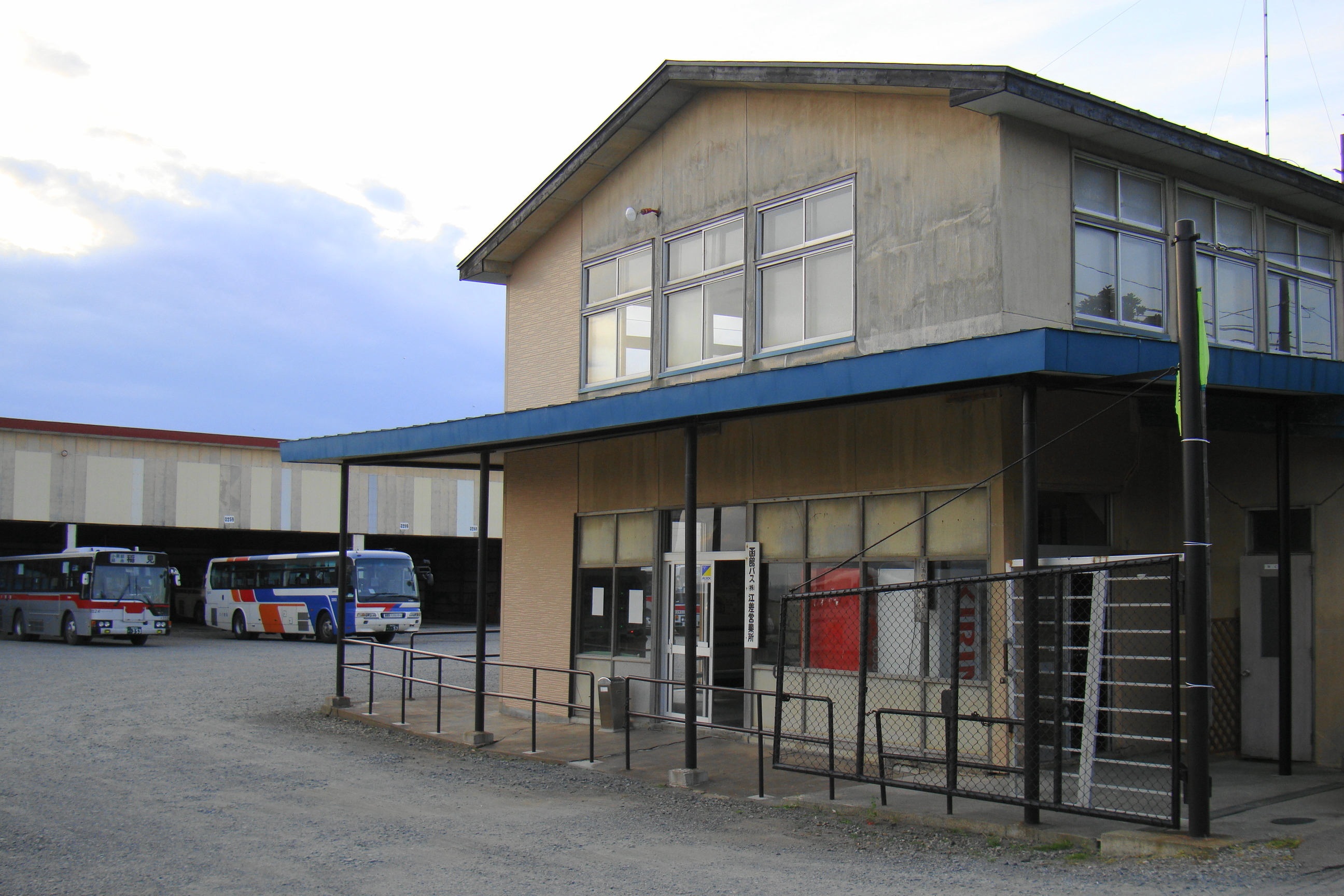
江差営業所
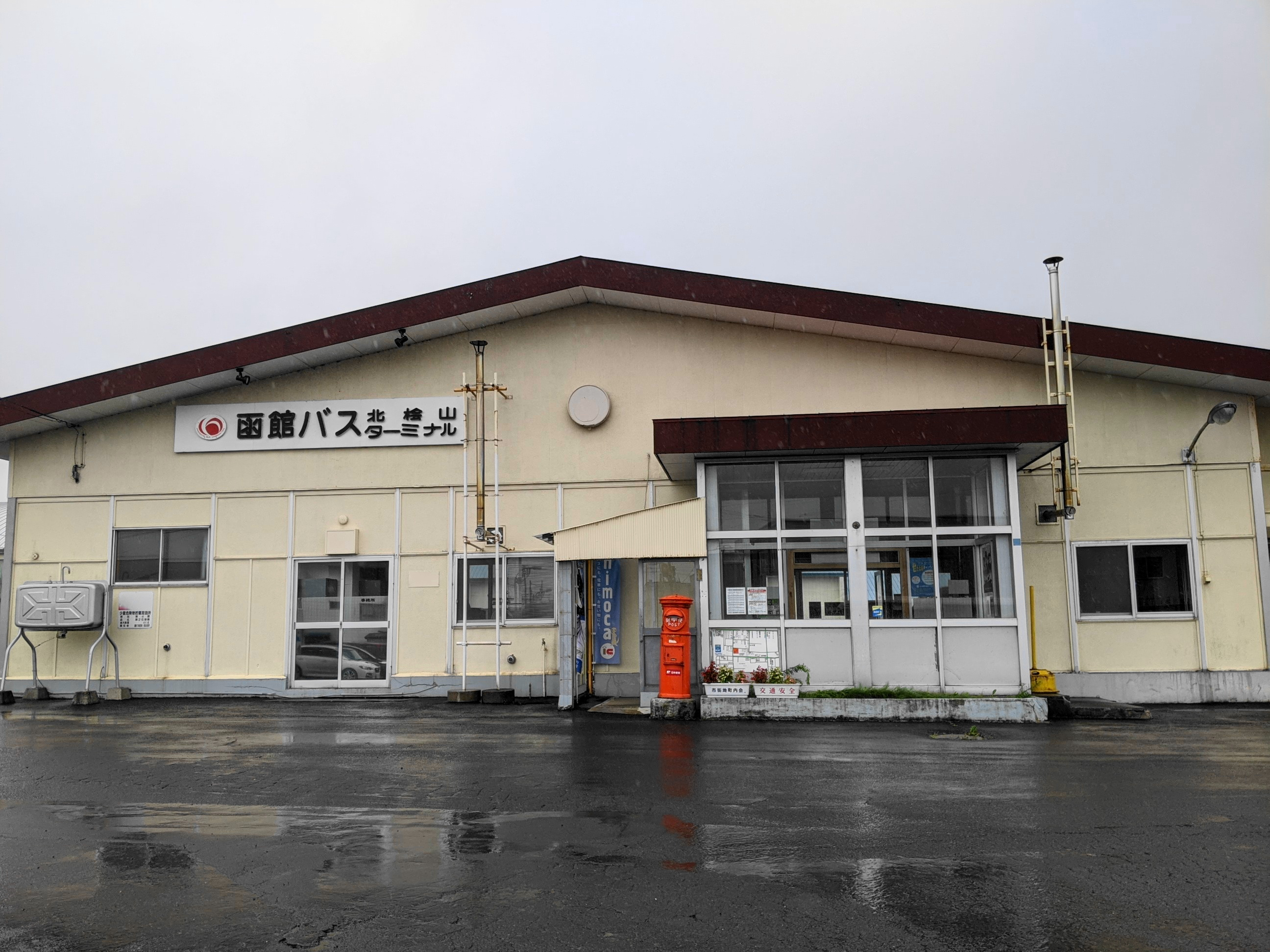
北桧山出張所
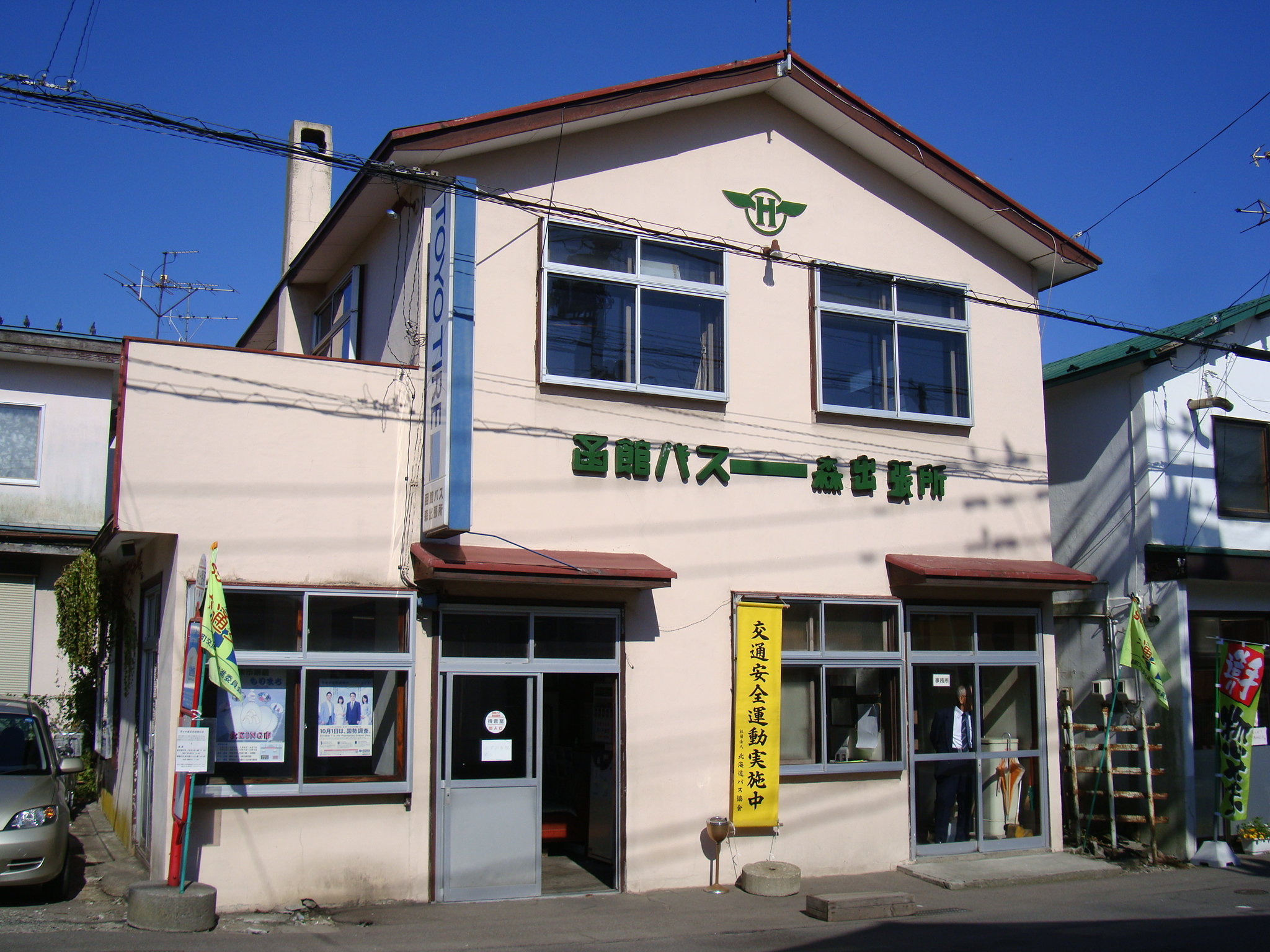
森出張所（2010年）
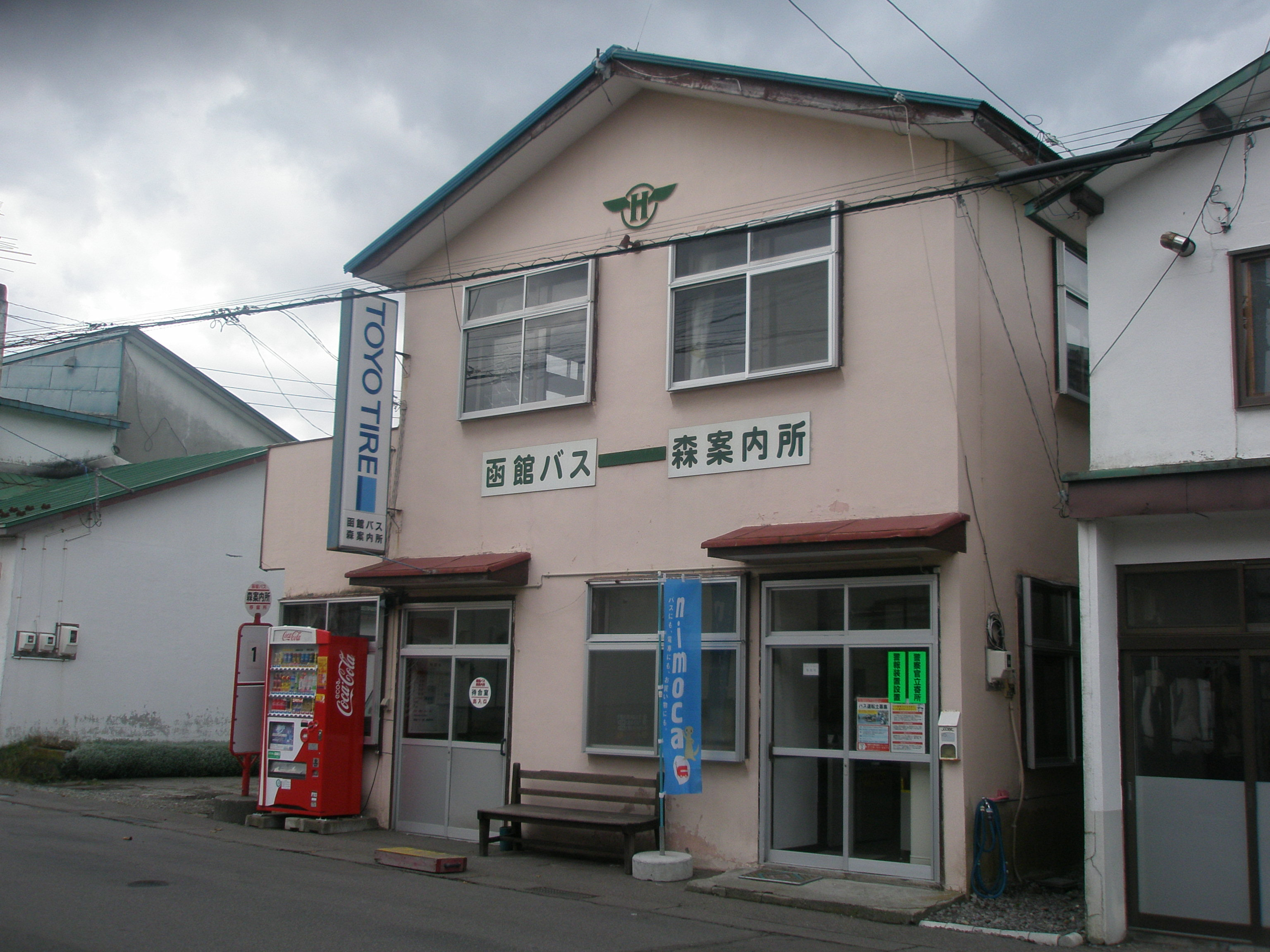
森案内所（2018年）

## 路線バス
2024年（令和6年）4月1日現在
前述（#函館市内バス路線再編の検討）の通り、2019年（平成31年）4月1日に系統番号の再編が実施された。以下の一覧で系統番号の旧番号併記がないものは2019年（平成31年）4月1日新設または変更がなかったもの。
過去、多くの路線で経路変更等が行われたダイヤ改正として、2016年（平成28年）3月26日付の函館バスセンター - 函館駅前間の経路変更（函館バスセンター発着・函館駅前経由各路線）、北海道新幹線開業に伴う新函館北斗駅乗り入れ（大野方面、七飯方面、函館 - 鹿部・江差・瀬棚）、道の駅しかべ間歇泉公園乗り入れ（鹿部方面各路線）がある。
函館バスにおける「五稜郭」停留所は、五稜郭公園前停留場付近（旧・函館市営バスでは「五稜郭電停前」と称していた）となる。

### 函館市内・近郊路線

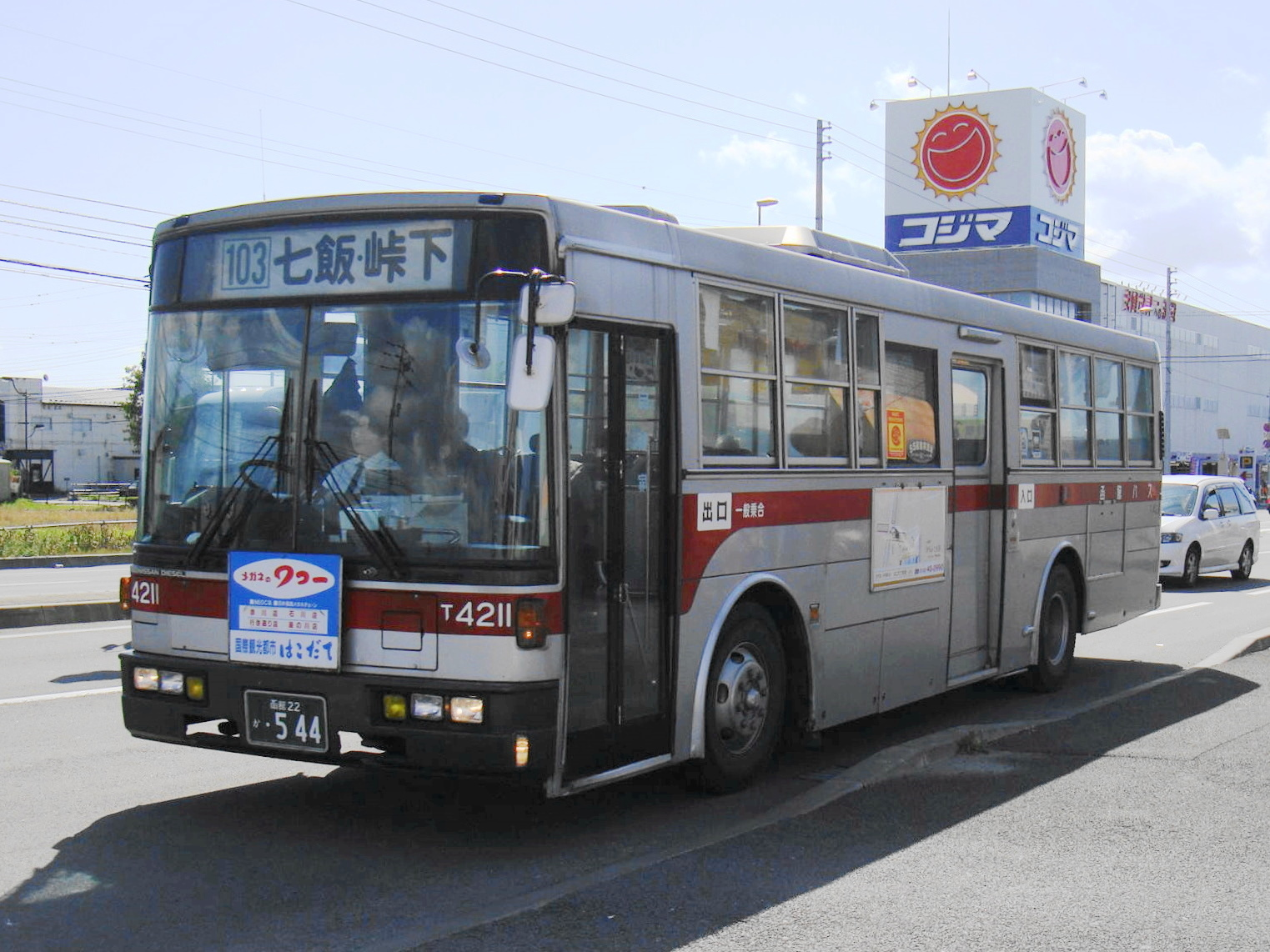
函館市内・近郊路線車両一例 (T4211)

#### 上磯方面
北斗市上磯方面の系統番号は10番台が割り当てられている。
上磯線
- 11：函館大学前 - 函館高専前 - 湯倉神社前 - 湯川中学校前 - 花園町 - 白百合学園前 - 亀田支所前 - 亀田中学校前 - 昭和ターミナル - 昭和 - 西桔梗 - 石田文具前 - 北斗市役所通 - 上磯駅前通 - 富川会館前
- 19（旧151）：（函館バスセンター） - 函館駅前 - 昭和橋 - 五稜郭 - 田家入口 - 亀田支所前 - （11と同経路） - 富川会館前
  - 2023年（令和5年）10月1日から函館バスセンター乗り入れ便のみ美原地区路線バス乗降場へ乗り入れ開始[44]

五稜郭・旭岡団地線
- 12（旧112）昭和ターミナル - 昭和 - 西桔梗 - 七重浜駅通 - 北大裏 - 市立函館病院 - 港町1丁目 - ガス会社前 - 新世橋 - 五稜郭 - 深堀町 - 湯倉神社前 - 戸倉町 - 湯川団地中央 - トラピスチヌ入口 - 旭岡団地 - 旭岡中学校前

久根別・大野新道線
- 13：久根別 - 久根別小学校前 - 東久根別 - 七重浜8丁目 - 追分福祉センター - 追分グリーンヴィラ - 浜分小学校前 - 七重浜5丁目 - 七重浜保育園前 - 西桔梗 - 流通センター入口 - 昭和 - 新都市病院前 - 昭和ターミナル - 亀田中学校前 - 亀田支所前 - 中央小学校前 - 神山通 - 大谷学園前 - 市立函館高校前 - 大妻高校前 - 工業高校前
  - 工業高校より先、白百合学園前・東山団地・神山通・亀田支所前を経由し昭和ターミナル・昭和営業所まで運行していたが、2018年（平成30年）11月1日に工業高校前折り返しとした現経路に変更[時刻表 1]。

北大・フェリー線
- 16・16A：日吉営業所前 - 花園町 - 国立病院前 - 深堀町 - 五稜郭 - ガス会社前 - 港 - 市立函館病院 - 北大前 - 港町臨港通 - 津軽海峡フェリー（ - 七重浜 - 上磯駅前通 - 富川会館前）
  - 2005年（平成17年）10月1日、北大前終点で復路のみフェリー前経由をフェリー前終点に変更し往復経路を統一。
  - 津軽海峡フェリー以遠に乗り入れる16A（旧116）は2018年（平成30年）4月1日に開設、当初は土曜休日のみ運行であったが、現在は平日も運行されている。[45]。

#### 大野方面
北斗市大野方面の系統番号は20番台が割り当てられている。
大野線
- 21：昭和営業所前→昭和ターミナル - 亀田支所前 - 花園町 - 湯倉神社前 - 深堀町 - 五稜郭 - ガス会社前 - 港 - 市立函館病院 - 北大裏 - 東前 - 市渡北 - 新函館北斗駅
- 22（旧122）：函館バスセンター - 函館駅前 - 中央病院前 - 五稜郭 - ガス会社前 - 港 - 市立函館病院 - 北大裏 - 東前 - 市渡北 - 新函館北斗駅
- 25：（函館バスセンター） - 函館駅前 - 中央病院前 - 五稜郭 - 富岡 - 亀田支所前 - 昭和 - 西桔梗 - 七重浜5丁目 - 東前 - 市渡北 - 新函館北斗駅
  - 2023年（令和5年）10月1日から函館バスセンター乗り入れ便のみ美原地区路線バス乗降場へ乗り入れ開始[44]
- 23（旧123）：#七飯方面の「大川線 23・32」を参照。

サイクリングバス、スキー&スノーボードバス
- 26・26A：湯の川温泉主要ホテル - 函館駅前 - 津軽海峡フェリー - 新函館北斗駅 - （函館大沼プリンスホテル - ）大沼公園駅
  - 自転車やスキー・スノーボード用具を搭載可能の専用車両を用い、26 サイクリングバスは2019年（令和元年）年度は8月から10月までの土曜・休日に運行。26A スキー・スノーボードバス（函館大沼プリンスホテル経由）は1月中旬から3月中旬までの土曜・休日に運行し大沼公園駅にて函館七飯スノーパークシャトルバスと接続する。専用車両は貸切予約を優先するため、貸切運用時や車両整備時は運休あるいは一般車両運行の場合がある[46][47]。

新函館北斗駅・上磯線
- 28A：富川会館前 - 上磯駅前 - 北斗市役所 - かなで〜る - 久根別駅 - 千代田 - 大野中学校前 - せせらぎ温泉 - 総合分庁舎前 - 大野小学校前 - 市渡 - 新函館北斗駅
- 28B：富川会館前 - 上磯駅前 - 北斗市役所 - かなで～る - 上磯小学校 - 上磯中学校 - 南文月 - せせらぎ温泉 - 総合分庁舎前 - 大野小学校前 - 市渡 - 新函館北斗駅
- 28C：富川会館前→上磯駅前→飯生1丁目→上磯高校→上磯中学校→上磯小学校→千代田→大野中学校前→せせらぎ温泉→総合分庁舎前→大野小学校前→市渡→新函館北斗駅
- 28E：七重浜8丁目→東久根別→久根別駅→上磯小学校→上磯中学校→南文月→せせらぎ温泉→総合分庁舎前→大野小学校前→市渡→新函館北斗駅
- 28F：新函館北斗駅→市渡→大野小学校前→総合分庁舎前→せせらぎ温泉→大野中学校前→千代田→上磯小学校→上磯中学校→久根別駅→七重浜8丁目
- 28G：上磯中学校→上磯小学校→久根別駅→東久根別→七重浜8丁目
- 28H：上磯中学校→上磯高校→上磯駅前→富川会館前
  - 28A・28Bのみ通年運行。その他は冬期間に運行。
  - 2018年（平成30年）11月16日：運行開始[時刻表 1][48][49]。前身は北斗市南北市街地連絡バスで、北斗市総合分庁舎から新函館北斗駅を結ぶルートと、上磯駅と富川会館を結ぶルートを新たに設けた[50]。函館バスでは函館市から上磯町域・文月または千代田を経由して大野町域を結ぶ路線を運行していたが2003年（平成15年）10月1日に廃止となった。2006年（平成18年）2月1日の両町合併により通学等の利便を図るため、2008年（平成20年）4月に北斗市南北市街地連絡バスの運行を開始した。
  - 2018年時点で、利用者数が低迷している状況から利便性の向上のため、2018年11月頃にダイヤ改正・新函館北斗駅などへの延伸・ルートの変更を含めた改正を計画している事が報じられていた[51]。

#### 七飯方面
七飯町方面の系統番号は30番台が割り当てられている。
大川線
- 30・30A：函館バスセンター - 函館駅前 - 松風町 - 中央病院前 - 五稜郭 - 富岡 - 亀田支所前 - 美原台団地 - 石川町 - 大川 - 鳴川（ - 七飯 - 七飯役場通 - ななえ新病院 - 七飯高校前） - 七飯駅入口 - 函館新幹線総合車両所 - 新函館北斗駅
  - 30Aは（括弧内）を経由。
- 23・32（旧123・132）：函館バスセンター - 函館駅前 - ガス会社前 - 港 - 市立函館病院前 - 北大裏 - 東前 - 総合分庁舎前 - 市渡本町 - 白川 - 七飯役場前 - ななえ新病院 - 桔梗 - 五稜郭駅前 - ガス会社前 - 函館駅前 - 函館バスセンター
  - 23は港先回り、32は五稜郭駅前先回り。

七飯線
- 33・33A〜C：（函館バスセンター） - 函館駅前 - 松風町 - 中央病院前 - 五稜郭 - 富岡 - 亀田支所前 - 昭和 - 桔梗 - 鳴川 - 七飯/七飯高校 - 七飯役場通（←ななえ新病院） - 藤城 - 道の駅なないろ・ななえ - （峠下 - ）新函館北斗駅
  - 33：七飯経由で、土曜・日曜・祝日は「道の駅なないろ・ななえ」敷地内経由を含む。
    - 2023年（令和5年）10月1日から函館バスセンター乗り入れ便のみ美原地区路線バス乗降場へ乗り入れ開始[44]

  - 33A：この系統のみ函館バスセンター - ななえ新病院、その他は函館バスセンター - 新函館北斗駅。
    - 2023年（令和5年）10月1日から函館バスセンター乗り入れ便のみ美原地区路線バス乗降場へ乗り入れ開始[44]

  - 33B：七飯・峠下経由。
    - 2023年（令和5年）10月1日から函館バスセンター乗り入れ便のみ美原地区路線バス乗降場へ乗り入れ開始[44]

  - 33C：七飯高校前経由。
  - 2018年（平成30年）11月1日より道の駅なないろ・ななえ敷地内に停留所「なないろ・ななえ」を設置し土曜・日曜・祝日の一部便が経由[時刻表 1]。
  - 2020年（令和2年）8月31日付で北海道昆布館が閉館した事により[52]、2021年（令和3年）4月1日のダイヤ改正をもって、これまでの「北海道昆布館前」及び「なないろ・ななえ」バス停名称が全て「道の駅なないろ・ななえ」に変更及び統一[53][54]。
- 33E：中の通 - 昭和ターミナル - 亀田支所前 - 五稜郭 - 中部高校前
  - 2025年（令和7年）4月1日新設[55]。中の通発のみ設定[56]
- 36（旧103）：函館バスセンター - 函館駅前 - ガス会社前 - 昭和 - 桔梗 - 鳴川 - 七飯役場通 - 藤城 - 道の駅なないろ・ななえ - 新函館北斗駅
- 36A：(西高校前) - (元町) - 函館駅前 - ガス会社前 - 昭和 - 桔梗 - 鳴川 - 七飯役場通 - 藤城 - 道の駅なないろ・ななえ - 新函館北斗駅

#### 亀田本町方面
亀田本町方面の系統番号は40番台が割り当てられている。
亀田・日吉線
- 通学利用が主である

- 41・41A：昭和営業所 - 清尚学院高等学校前 - 五稜郭駅前 - ガス会社前 - 五稜郭 - 杉並町/市立函館高校前 - 深堀町 - 湯倉神社前 - ポリテクセンター函館
  - 41は杉並町経由、41Aは市立函館高校前経由。
  - 2008年（平成20年）4月1日：日吉4丁目 - 日吉営業所間を廃止し職業能力開発センター前（2017年（平成29年）4月1日にポリテクセンター函館に改称）折り返しに変更[時刻表 2]。
- 41B・41C：五稜郭駅前（ - ガス会社前 - 五稜郭） - 市立函館高校前 - 大妻高校前 - 工業高校前
  - 41B（旧42急行）は2016年（平成28年）3月26日新設。カッコ内を通過し市立函館高校前まで直行[42]。41C（旧43）は2018年（平成30年）4月1日新設[45]。
- 42系統：昭和営業所前 - 昭和 - 五稜郭駅前 - ガス会社前 - 五稜郭 - 杉並町 - 深堀町 - 湯倉神社前 - ポリテクセンター函館
  - 2021年（令和3年）4月1日、42系統新設[53]。

43系統（旧1系統・1系統急行）
- 43・43E：（函館高等支援学校） - 昭和営業所前 - 清尚学院高等学校前 - 五稜郭駅前 - ガス会社前 - 宮前町 - 松川町 - 中の橋 - 棒二森屋前 - 十字街 - 高竜寺前 - 船見町
  - 43Eの発着バス停は、北海道函館稜北高等学校が2021年（令和3年）3月31日に北海道函館西高等学校への統合により閉校した事と合わせて、2019年（平成31年）より同校舎内に開校した北海道函館高等支援学校が単独校となった事により、バス停の名称が「稜北高校前」から「函館高等支援学校」に変更された[53]。
- 43A：昭和営業所前 - 清尚学院高等学校前 - 市立函館病院 - ガス会社前 - 中の橋 - 函館駅前 - 十字街 - 高竜寺前 - 船見町
- 43C：昭和営業所前 - 清尚学院高等学校前 - 五稜郭駅前 - 大野新道入口 - 亀田町 - ガス会社前 - 函館駅前 - 十字街 - 西高校前
  - 2018年（平成30年）4月1日：1系統準急から旧1系統急行に変更[45]。
- 43F：久根別 - 船見町
  - 2021年（令和3年）10月1日：系統新設。

46・64系統
- 共愛会病院正門前 - 宮前町 - 教育大学前 - 桐花通中央 - 富岡中央公園 - 亀田支所前 - 神山通 - 鍛治団地 - 吉田眼科病院 - 稲荷神社前 - 工業高校前 - 市立函館高校前 - 五稜郭公園前 - 五稜郭 - 函館税務署入口 - 共愛会病院正門前
  - 2016年（平成28年）11月1日新設。46は教育大学前先回り、64は五稜郭先回り[58]。
  - 発着バス停のうち、これまで「本通農協前」となっていたのが、2022年（令和4年）4月1日に「吉田眼科病院」に名称変更された[59]。またバス停名称変更を前に、同バス停付近にある吉田眼科病院より函館バスに約400万円が寄付され、老朽化していたこれまでの屋根付きバス停が、その寄付金を基に新しく建て替えられた[60]。
  - 2023年（令和5年）10月1日から利便性向上を目的として美原地区バス乗降場（亀田支所前4番のりば）へ乗り入れ開始[44][61]。

47系統（旧27系統）
- #鍛治方面の「67・47系統」を参照。

48系統
- 48:函館駅前 - 中部高校裏 - 千代台
  - 土日祝日運行
  - 2024年（平成6年）4月1日開設[62]
- 48A:昭和営業所前 - 千代台
  - 平日運行
  - 2024年（平成6年）4月1日開設[62]

#### 赤川方面
赤川方面の系統番号は50番台が割り当てられている。
2022年（令和4年）4月1日、美原エリアゾーンバスの導入により、系統が大きく改変され、日中の便は亀田支所前で幹線系統と支線系統を乗継ぐ形態となっている。
東山墓園線
- 50： 東山墓園裏 - 東山団地 - 亀田支所前 - 赤川入口 - はこだて未来大学 - 赤川
  - かつては函館バスセンター - 東山墓苑裏間の運行であった。
  - 2015年（平成27年）4月1日：函館駅前乗り入れ開始[時刻表 3]。
  - 2022年（令和4年）4月1日美原エリアゾーンバス導入に伴い、朝1便のみの赤川行に変更[59][63]

富岡・美原台・大川線
- 51・51A（旧5-1・52）：函館駅前 - 千代台 - 中央病院前 - 五稜郭 - 富岡 - 亀田支所前 - 美原台団地 - 石川町中央 - 昭和ターミナル
  - 51Aは千代台 - 昭和ターミナル。

美原・谷地頭線
- 53：蔦屋書店前/桔梗町418番地 - 新都市病院前 - 昭和ターミナル - 渡島総合振興局前 - 亀田支所前 - 富岡 - 五稜郭 - 中の橋 - 函館駅前 - 宝来町 - 函館公園前 - 谷地頭温泉
  - 市営バス完全統合時新設路線のひとつ。谷地頭温泉アクセスには不便な地域の直通便として昭和営業所発着で開設したところ少なからず乗客がおり、徐々に増加傾向にある[64]。

赤川・五稜郭線（旧105・55系統）
- 赤川 - 亀田支所前間の利用が主である

- 55・55A・55B・55C・55E・55F・55H：西高校/元町 - 函館駅前 - 千代台 - 中央病院前 - 五稜郭 - 富岡 - 亀田支所前 - 赤川入口 - はこだて未来大学 - 赤川（ - 道南四季の杜公園 - 小川の里）
  - 55・55A:函館駅前 - 赤川（55ははこだて未来大学非経由）
  - 55B:函館駅前 - 小川の里（季節運行）
  - 55C:西高校/元町 - 赤川
  - 55E:西高校←赤川（はこだて未来大学非経由）
  - 55F:千代台 - 赤川
  - 55H:亀田支所前 - 赤川
    - 2022年（令和4年）4月1日新設。美原エリアゾーンバス導入時の新設系統[65]
- 55G：昭和営業所前 - 亀田支所前 - 赤川入口 - はこだて未来大学 - 赤川

リング
- 58：亀田支所前→昭和ターミナル→蔦屋書店前→石川町会館前→美原台団地→四稜郭入口→神山通→亀田支所前
- 58A：亀田支所前→昭和ターミナル→蔦屋書店前→石川町会館前→美原台団地→赤川通→亀田支所前→神山通→東山団地→東山墓苑裏→神山通→亀田支所前
  - リング神山線・リング美原線の2系統を2014年（平成26年）5月1日に統合[時刻表 4]。
  - 2022年（令和4年）4月1日美原エリアゾーンバス導入に伴い経路変更、58Aを新設[59][63]。
  - 2023年（令和5年）10月1日より「58」が函館市道昭和団地通延伸に伴い「神山3丁目59停留所」を廃止、「神山2丁目停留所」が新設されたために走行ルートが変更された[61]。

59系統
- 函館バスセンター - 函館駅前 - 中央病院前 - 五稜郭 - 富岡 - 亀田支所前 - 花園町 - 湯倉神社前 - トラピスチヌ入口 - 旭岡中学校前
  - 2016年（平成28年）3月26日：59-1函館税務署入口系統廃止[42]。
  - 2024年（令和6年）4月1日、他系統および函館市電との重複しており、旭岡地区は需要に対して全体の運行本数が多いので平日1日1便旭岡中学校発便にのみに大幅減便しつつ不便が生じないよう他系統便の調整を行った。主に調整した系統は99、99A[57]。

#### 鍛治方面
鍛治方面の系統番号は60番台が割り当てられている。
60系統
- 60：函館駅前 - 中央病院前 - 五稜郭 - 本通小学校 - 吉田眼科病院 - 山の手団地 - 日吉営業所
- 60A：函館バスセンター - 函館駅前 - 中央病院前 - 五稜郭 - 本通小学校 - 吉田眼科病院 - 山の手団地 - 東山ニュータウン
  - 2016年（平成28年）3月26日：60-1函館税務署入口系統廃止[42]。
  - 2018年（平成30年）11月1日：日吉営業所系統を函館駅前発着とする[時刻表 1]。
- 60B：函館西高校前　-　函館駅前 - 中央病院前 - 五稜郭 - 本通小学校 - 吉田眼科病院 - 山の手団地 - 日吉営業所
  - バス停「本通農協前」→「吉田眼科病院」名称変更の経緯については46・64系統を参照。

61系統（旧6-2系統）
- 61：函館バスセンター - 函館駅前 - 松風町 - 中央病院前 - 五稜郭 - 鍛治団地 - 神山通 - 東山墓園前 - 上陣川
- 61A：昭和営業所前 = 亀田支所前 - 神山通 - 東山墓園前 - 上陣川
  - 2021年（令和3年）10月8日、途中の「東陣川」バス停が移設。付近に立地する翔大鋼業が土地を提供、森川組がプレハブの待合所を寄付する形で設置された[66][67]。
  - 2022年（令和4年）10月1日：61A系統新設[68]。陣川地域と沿線各地域間のアクセス性向上が目的である。競合する「69（旧9-J）」をダイヤ調整の上新設されたが[69]、共存できず後者は2023年（令和5年）10月1日に廃止に至った[61]。
- 61B：上陳川 - 放光寺 - 陣川1丁目 - 神山通 - 亀田支所前 - 田家入口 - 五稜郭 - 千代台 - 松風町 - 函館駅前 - 函館バスセンター
  - 2025年（令和7年）4月1日開設[55]。

62系統（旧3系統）・63系統（旧31系統）
- 日吉営業所前 - 北中学校通/臨空工業団地入口 - 吉田眼科病院 - 工業高校前 - 五稜郭 - 中の橋 - 棒二森屋前 - 市役所前
  - 62は北中学校通経由、63は臨空工業団地入口経由。
  - バス停「本通農協前」→「吉田眼科病院」名称変更の経緯については46・64系統を参照。

64系統
- #亀田本町方面の「46・64系統」を参照。

66系統（旧10-6系統）
- 昭和ターミナル - 新都市病院前 - 石川町中央 - 函館高等支援学校 - 石川町 - 赤川入口 - 亀田支所前 - 神山通 - 鍛治団地 - 五稜郭 - 湯倉神社前 - 湯川団地北口 - 湯川団地中央 - 湯川団地北口 - トラピスチヌ入口 - 旭岡中学校前
  - 「函館高等支援学校」バス停名の変遷については 43・43E を参照

67・47系統
- 67・47・47A：函館駅前 - 中央病院前 - 五稜郭 - 鍛治団地 - 亀田支所前 - 昭和営業所 - 高台通 - 教育大通 - 五稜郭 - 中央病院前 - 函館駅前
  - 67（旧106ループ27）は鍛治団地先回り、47（旧27ループ106）は教育大通先回り、47A（旧27）は昭和営業所 - 教育大通 - 函館駅前。
- 67A・67B（旧106）：函館駅前 - 千代台 - 中央病院前 - 五稜郭 - 鍛治団地 - 亀田支所前 - 昭和ターミナル -  昭和営業所 - 函館高等支援学校
  - 67Aは、当初は函館駅前 - 昭和ターミナル 間運行で、2021年10月1日に昭和営業所まで延伸。
  - 67Bのみ 昭和営業所 - 函館高等支援学校 間を運行、「函館高等支援学校」バス停名の変遷については 43・43E を参照
  - 67C（千代台 - 稜北高校前）は2020年4月1日新設、2021年4月1日廃止。

68系統
- 68:函館駅前 - 中部高校裏 - 千代台
  - 平日運行
  - 2024年（令和6年）4月1日開設[62]

#### 花園方面
花園方面の系統番号は70番台が割り当てられている。
70系統（旧90系統）、71系統（旧9-1系統）
- 70・70A：函館高等支援学校 - 昭和ターミナル - 亀田支所前 - 花園町 - 湯倉神社前 - 湯川団地 - トラピスチヌ入口 - 豊原町 - 銭亀沢中学校
- 71：昭和ターミナル - 函館高等支援学校入口 - 中の沢 - 桔梗 - 昭和 - 亀田支所前 - 花園町 - 湯倉神社前 - 函館大学前
  - 70は昭和ターミナル←銭亀沢中学校（学校休日・日曜・祝日のみ）、70Aは函館高等支援学校←銭亀沢中学校。
  - 70A・71の発着バス停は、北海道函館稜北高等学校が2021年（令和3年）3月31日に北海道函館西高等学校への統合により閉校した事と合わせて、2019年（平成31年）より同校舎内に開校した北海道函館高等支援学校が単独校となった事により、バス停の名称が「稜北高校前」「稜北高校入口」からそれぞれ「函館高等支援学校」「函館高等支援学校入口」に変更された[59]

72系統（旧92系統）
- 72：市立函館病院 - 港小学校前 - 北大裏 - 西桔梗 - 流通センター入口 - 昭和 - 亀田支所前 - 山の手団地 - 日吉営業所
  - 亀田中学校前始発市立函館病院行を含む
  - 2017年（平成29年）11月1日：日吉営業所まで延伸して経路変更

73系統（旧9-3系統）
- 73：函館大学前 - 湯倉神社前 - 花園町 - 亀田支所前 - 美原台団地 - 石川町 - 北大川（ - 七飯高校前） - ななえ新病院
  - 73平日は七飯高校前経由と北大川始発函館大学行。73土曜と73Aは七飯高校前非経由。

74系統（旧94系統）
- 74：日吉営業所前 - 東本通 - 亀田支所前 - 昭和ターミナル - 昭和 - 五稜郭駅前 - ガス会社前 - 海岸町 - 函館駅前
  - 2011年（平成23年）4月1日新設。

75系統（旧29系統）
- 75：日吉営業所 - ポリテクセンター函館 - 花園町 - 湯倉神社前 - 湯川団地北口 - 函館空港
  - 2017年（平成29年）11月1日：新設[70]。

76系統（旧9系統）
- 76：昭和ターミナル - 亀田支所前 - 花園町 - 湯倉神社前 - 函館大学前
- 76A・76B：昭和ターミナル - 流通センター会館 - 昭和ターミナル - 亀田支所前 - 花園町 - 湯倉神社前 - 湯川団地中央 - 旭岡中学校前
  - 76Aは湯川団地中央→流通センター経由昭和ターミナル、76Bは昭和ターミナル（流通センター非経由）→旭岡中学校前。

78系統
- 78：昭和ターミナル - 昭和 - 五稜郭駅前 - ガス会社前 - 五稜郭 - 亀田支所前 - 花園町 - 湯倉神社前 - 函館大学
  - 2021年4月1日、系統新設[53]。

#### 深堀方面
深堀方面の系統番号は80番台が割り当てられている。
81系統（旧34系統）
- （東山見晴台団地下 - ）日吉営業所前 - ラ・サール高校裏 - 湯川支所前 - 湯倉神社前（→フレスポ戸倉→函館大学前→香雪園→フレスポ戸倉→湯倉神社前）
  - 東山見晴台団地下 - すずらんの丘間での乗降は予約が必要（デマンドバス）。

見晴線
- 82（旧14）：滝沢町旋回所 - 香雪園 - 湯倉神社前 - 学園前 - 深堀中学校前 - 五稜郭 - ガス会社前 - 函館駅前

日乃出・五稜郭循環バス
- 84：（函館バスセンター→）サッポロドラッグストアー日の出店前→時任町→柏稜高校前→NTT前→五稜郭病院前→五稜郭→中央病院前→サッポロドラッグストアー日の出店前（→函館バスセンター）
  - 函館バスセンター - サッポロドラッグストアー日の出店前間は一部便のみ運行。
  - LCSA（レクサ）五稜郭として新設[時刻表 5]。2014年（平成26年）5月1日に名称変更し、一部函館バスセンターを発着する便を設定した現経路に変更[時刻表 4]。

花園・人見線
- 85（旧5）：日吉営業所前 - 花園町 - 国立病院前 - 深堀町 - 人見町 - 堀川町中通 - 函館駅前
  - 2024年（令和6年）10月1日に棒二森屋前からの乗り越し制度を廃止[71]
- 85A：昭和営業所前 - 亀田支所前 - 花園町 - 国立病院前 - 深堀町 - 人見町 - 堀川町中通 - 函館駅前
  - 2021年（令和3年）4月1日、85A系統新設[53]
  - 2024年（令和6年）10月1日に棒二森屋前からの乗り越し制度を廃止[71]

#### 根崎方面
根崎方面の系統番号は90番台が割り当てられている。
望洋団地線
- 94・94A：新湊高台・函館共働宿泊所→望洋団地→高松展望広場→根崎競技場前→湯倉神社前（→市民会館・函館アリーナ前→湯倉神社前）→フレスポ戸倉前→根崎競技場前→高松展望広場→望洋団地→新湊高台・函館共働宿泊所
  - 94（火曜日・木曜日）は市民会館・函館アリーナ前経由、94A（日曜日）は非経由。
  - 2018年（平成30年）11月1日新設。函館空港南側の市道高松新湊線沿線に住む高齢者を中心に買い物などの移動手段確保の要望があり運行[50][72]。
  - 2020年（令和2年）1月16日より運行曜日が変更[73]。

95系統（旧6系統）
- 95：日吉営業所 - 花園町 - 湯倉神社前 - 湯の川温泉 - 金堀町 - 啄木小公園 - 大森稲荷前 - 函館駅前
- 95A：湯川中学校前 - 函館駅前
  - 2021年（令和3年）10月1日系統新設。

96系統
- 函館空港 - 湯川団地北口 - 湯倉神社前 - 湯の川温泉 - 金堀町 - 啄木小公園 - 大森稲荷前 - 函館駅前
  - 市営バス完全統合時新設路線のひとつ。

#### 観光・特殊路線
函館市内の観光路線やシャトルバス等特殊路線の系統番号は一桁番号が割り当てられている。
函館山登山バス
- 1：函館駅前 - 函館国際ホテル - 明治館前 - 十字街 - 登山口 - 函館山山頂
  - 1953年（昭和28年）５月17日に函館市営バス（函館市交通局、現・函館市企業局交通部）臨時便（日曜祝日）として運行開始。当初は9合目までの運行。当時の料金は50円[75]
  - 4月中旬から11月上旬まで（函館山登山道開通時）運行[76]。

ロープウェイシャトルバス
- 2：函館駅前 - 函館国際ホテル - 明治館前 - 十字街 - ロープウェイ前
  - ロープウェイ法定点検期間は運休。

元町・ベイエリア周遊号
- 3：函館駅前→函館国際ホテル→明治館前→十字街→ロープウェイ前→旧イギリス領事館→（中華会館前→元町公園前→東浜桟橋前→）ラッキーピエロベイエリア本店前→明治館前→函館国際ホテル→函館駅前
  - （括弧内）は冬期間非経由となる。
  - LCSA（レクサ）元町として新設、全区間100円均一運賃で運行。北島三郎記念館なども経由していた。2014年（平成26年）5月1日より元町・ベイエリア周遊号に名称を変更し、経路変更・全区間210円均一運賃に変更[時刻表 4]。2015年（平成27年）11月1日より現在の経路と運行体制となる[時刻表 6][時刻表 7]。

五稜郭タワー・トラピスチヌシャトルバス、ぐるっと函館号
- 5：函館駅前 - 五稜郭タワー前 - 湯倉神社前 - トラピスチヌ前 - 函館空港
- 5A・5B：函館駅前 - 五稜郭タワー前 - 湯の川温泉 - 熱帯植物園前 - 函館空港 - 函館牛乳あいす118
  - 5Bは函館駅前 - 五稜郭タワー前。5Aと5Bは2019年（平成31年）4月1日新設[77][78]。2022年（令和4年）4月1日現在、5のみ運行[79]。
  - 2022年（令和4年）8月1日より同年10月31日まで、函館駅前発（一部便ホテル発）にて五稜郭タワー・トラピスチヌ修道院・函館牛乳あいす118を巡り函館駅前へ戻る定期観光バス「ぐるっと函館号」をHKBと共同運行する[80]。

空港循環線とびっこ
- 7A・7B・7E・7F：函館空港 - （瀬戸川町 - ）湯川団地北口 - 湯倉神社前 - 深堀町 - 五稜郭 - 富岡 - 亀田支所前 - 花園町 - 湯倉神社前 - 湯川団地北口 - 函館空港
  - 7A・7Bは五稜郭先回り、7E・7Fは亀田支所前先回り。7B・7Fは瀬戸川町経由。
  - 2005年（平成17年）4月1日：函館駅前と函館空港を結んでいた旧市営バス39系統（ガス会社前・五稜郭・深堀町経由）と旧来からの函館バス93系統（ガス会社前・昭和・亀田支所前経由）を統合。函館駅前 - 五稜郭・亀田支所前を廃止し循環運行に変更。

お元気バス谷地頭号
- 9：愛宕団地 - 船見町 - 高竜寺前 - 江口眼科 - 宝来町 - 青柳町 - 谷地頭 - 谷地頭温泉
  - 2004年（平成16年）12月1日、地元町会の企画により新設[81]

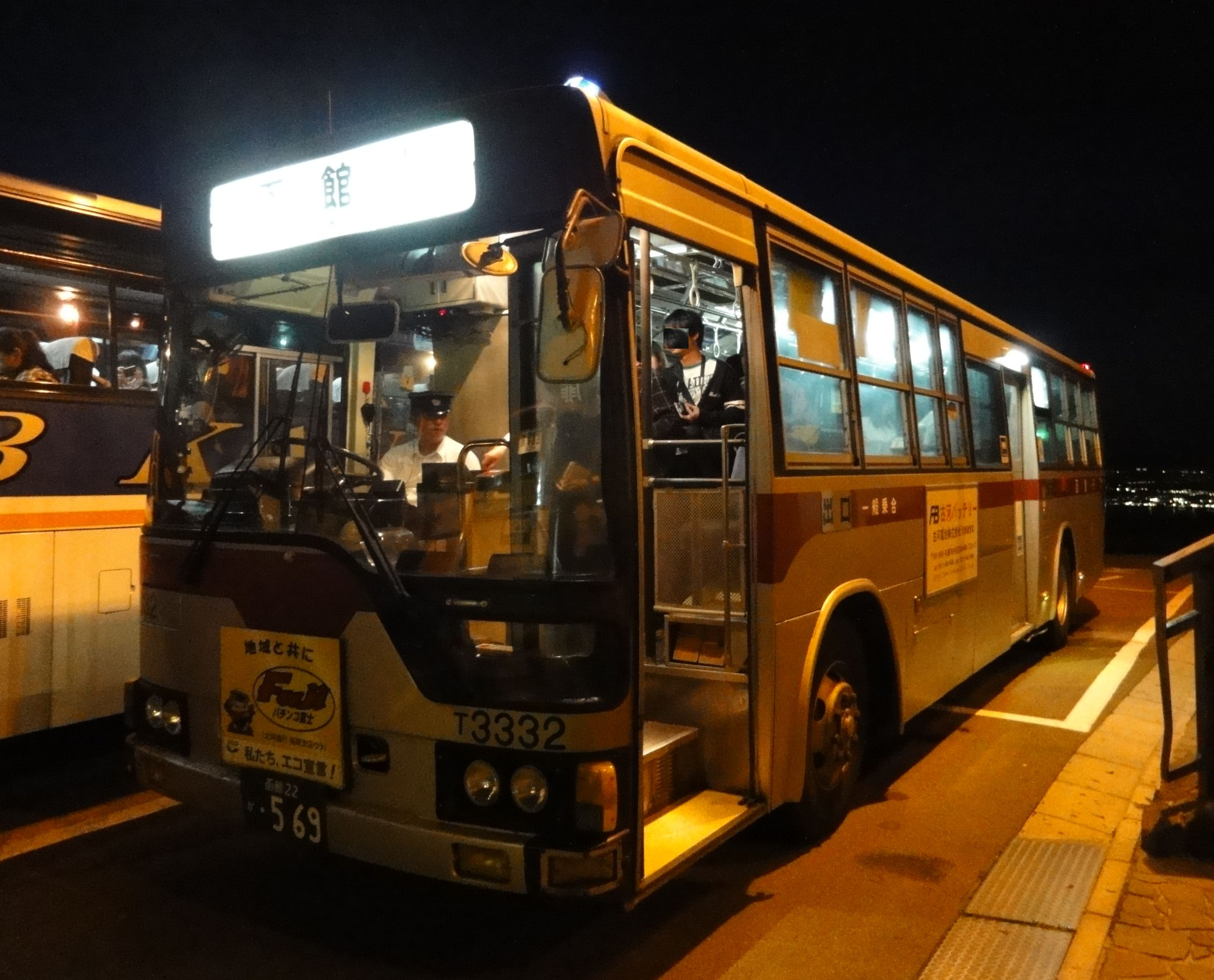
函館山登山バス (T3332)
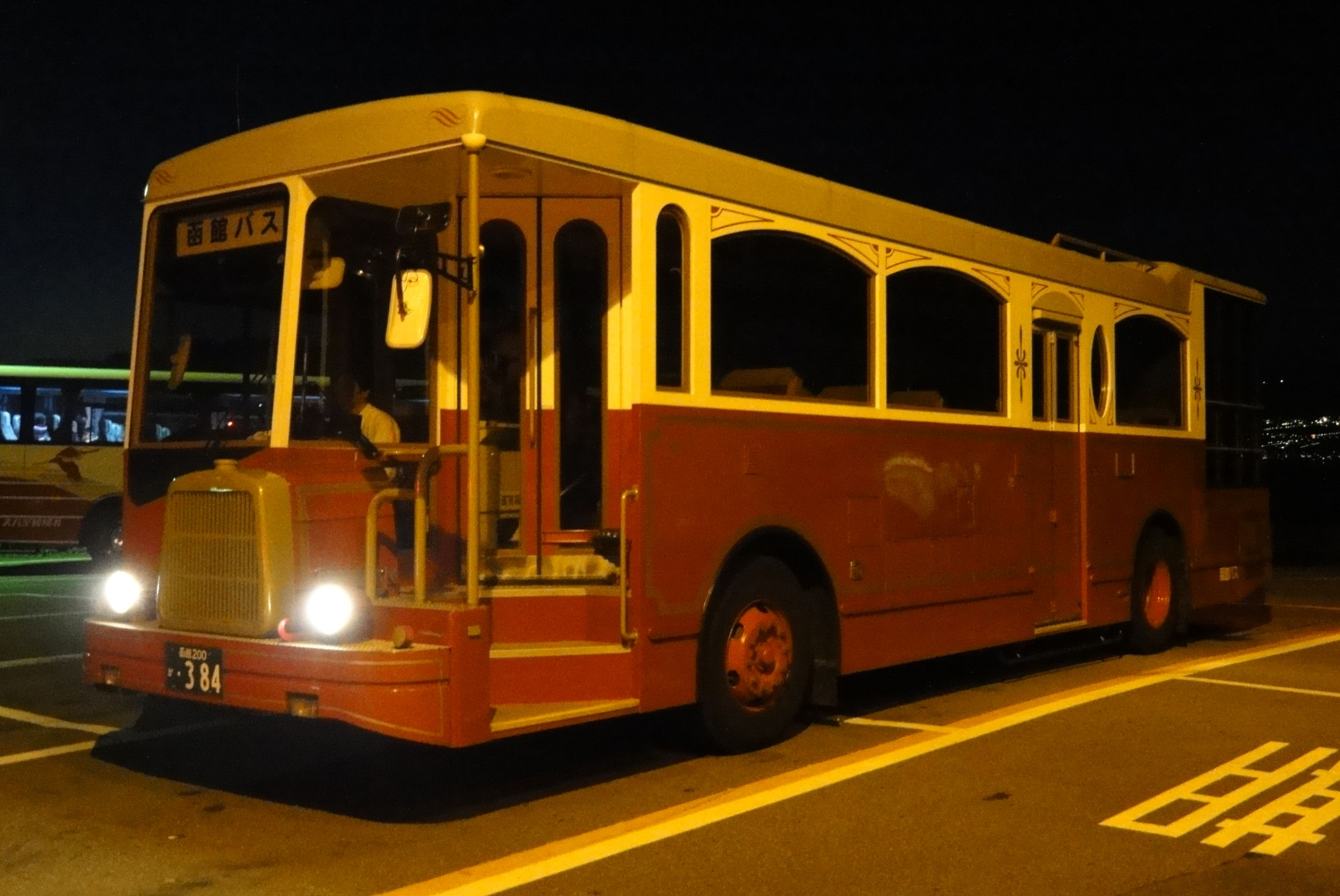
夜景観光バスの車両
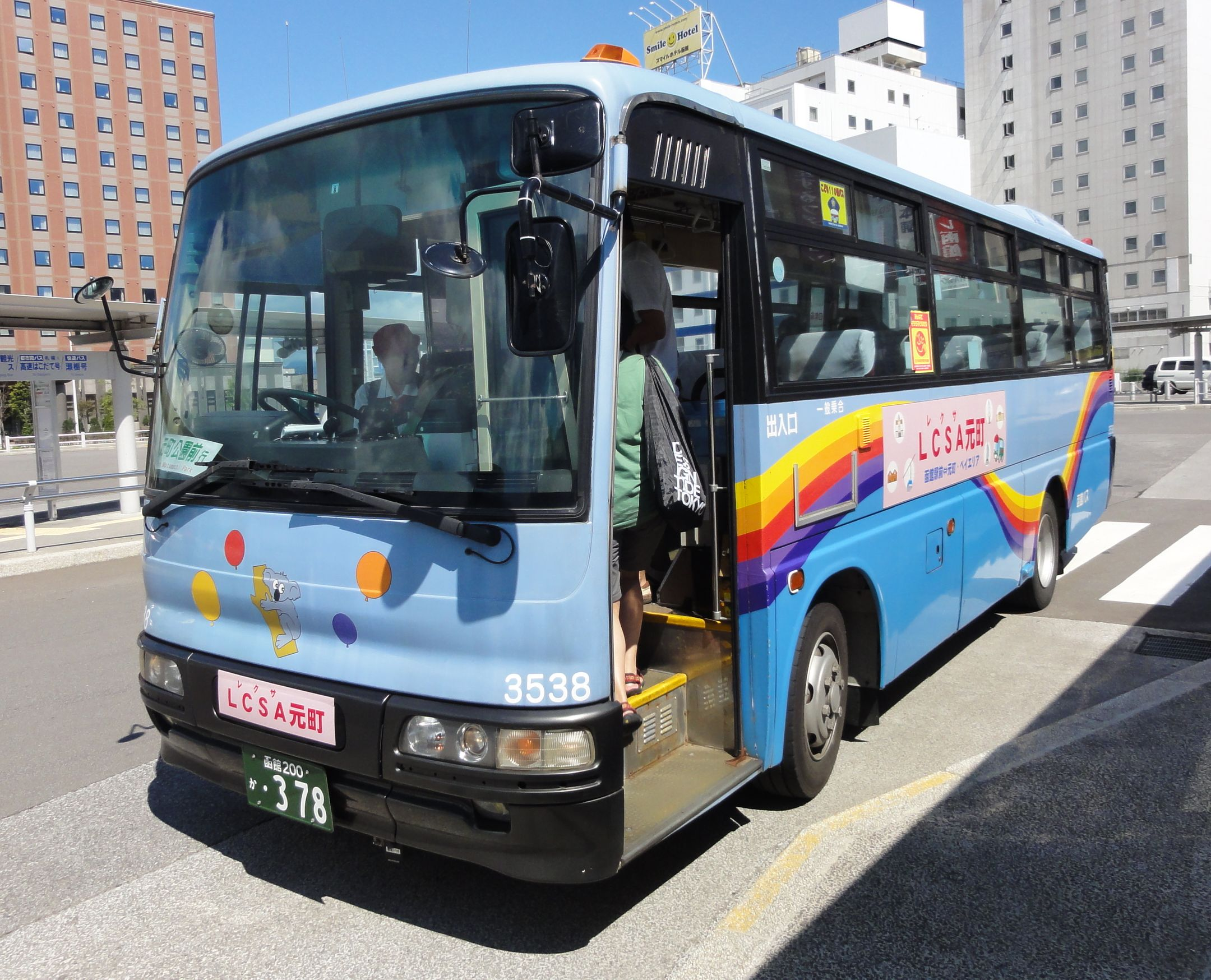
LCSA（レクサ）元町 (T3538)

### 郊外・長距離路線

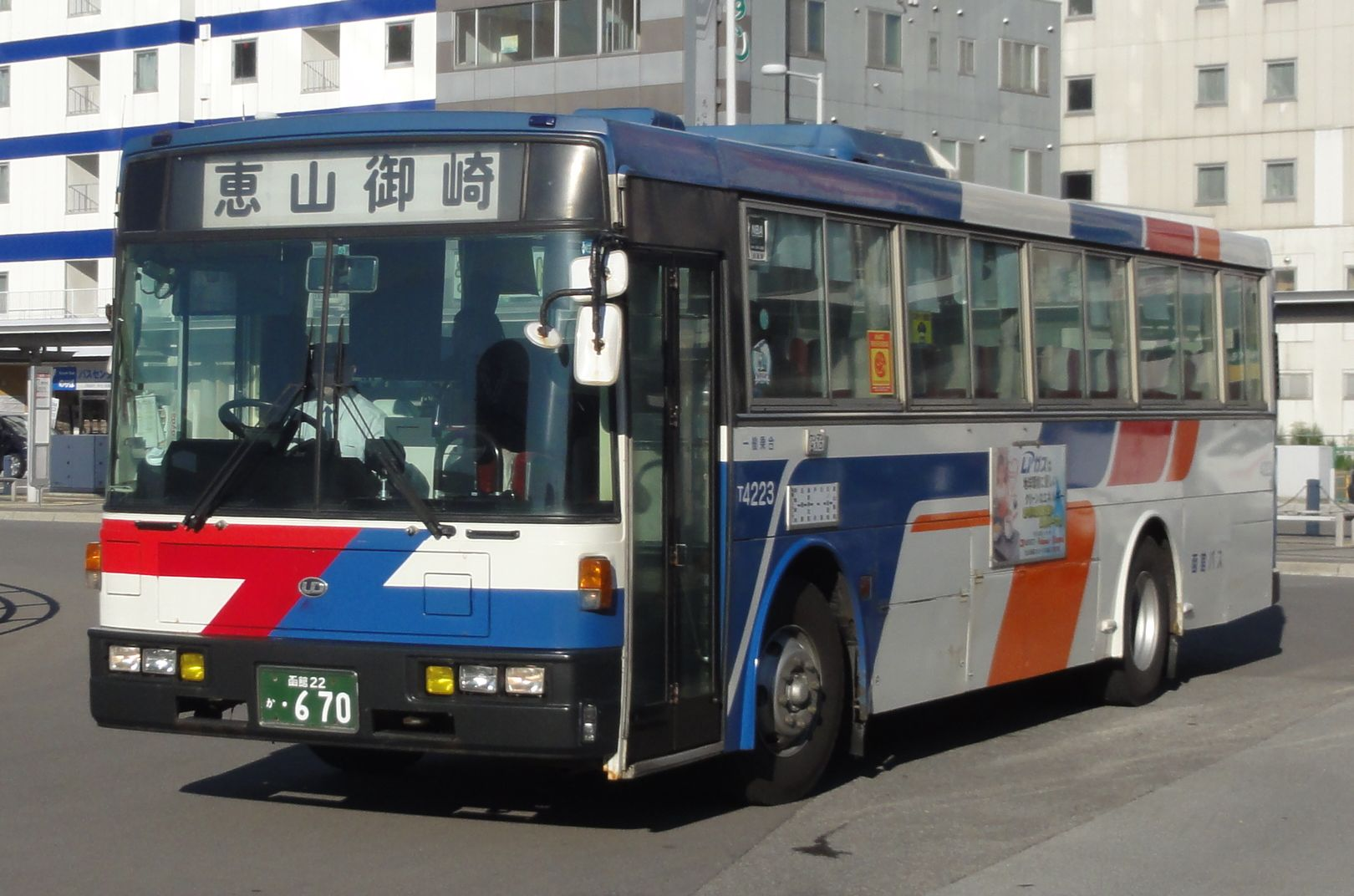
下海岸線 交通バリアフリー法施行以前の長距離路線車は前扉折戸が基本 (T4223)

2019年（平成31年）4月1日より各路線方面別に系統番号が付けられた。

#### 戸井・恵山・南茅部・椴法華方面
函館市東部の下海岸地区の旧銭亀沢村・旧戸井町・旧恵山町・旧椴法華村、そして茅部郡の旧南茅部町方面の系統番号は根崎方面として90番台が割り当てられている。
下海岸線
- 91・91A：函館バスセンター - 函館駅前 - 昭和橋 - 五稜郭 - 深堀町 - 湯倉神社前 - 根崎 - 銭亀支所前 - 釜谷 - 汐首 - 戸井支所前 - （ふれあい遊湯館 - ）下原木 - 日浦 - 大澗 - 恵山病院前 - 恵山支所前 - 日ノ浜団地 - 恵山支所前 - 恵山西 - 恵山 - 恵山御崎
  - 91Aはふれあい遊湯館経由で函館 - 日ノ浜団地を含む
  - 1994年（平成6年）5月12日より函館 - 恵山間でヤマト運輸との提携による宅配物の連絡運送を開始[要出典]。
  - 2025年（令和7年）4月1日、北海道道41号日浦洞門区間（日浦 - 上大澗）のルート変更で通過しなくなった。悪天候や高波などで安全輸送が困難との理由[82]
- 91C（旧7）：函館バスセンター - 函館駅前 - 昭和橋 - 五稜郭 - 深堀町 - 湯倉神社前 - 根崎 - 銭亀支所前 - 釜谷
- 91F：日ノ浜団地-恵山支所前-恵山西-恵山-恵山御崎
  - 日ノ浜団地→恵山御崎のみ設定

川汲・椴法華線
- 99A・99B：函館バスセンター - 函館駅前 - 昭和橋 - 五稜郭 - 深堀町 - 湯倉神社前 - 戸倉町 - 旭岡中学校前 - トラピスチヌ入口 - 旭岡 - 亀尾 - 鉄山 - 川汲温泉前 - 南茅部支所前 - 川汲 - 岬 - 尾札部 - 古部 - 銚子 - 椴法華支所前
  - 99Bは函館行急行便。99（函館 - 南茅部経由鹿部）は#鹿部方面を参照。
  - 旭岡地区の需給調整（59大幅減便）に伴い、99Aを旭岡中学校前経由にルート変更[57]。

#### 鹿部方面
鹿部町方面の系統番号は200番台（一部90番台）が割り当てられている。
川汲・鹿部線、鹿部海岸線

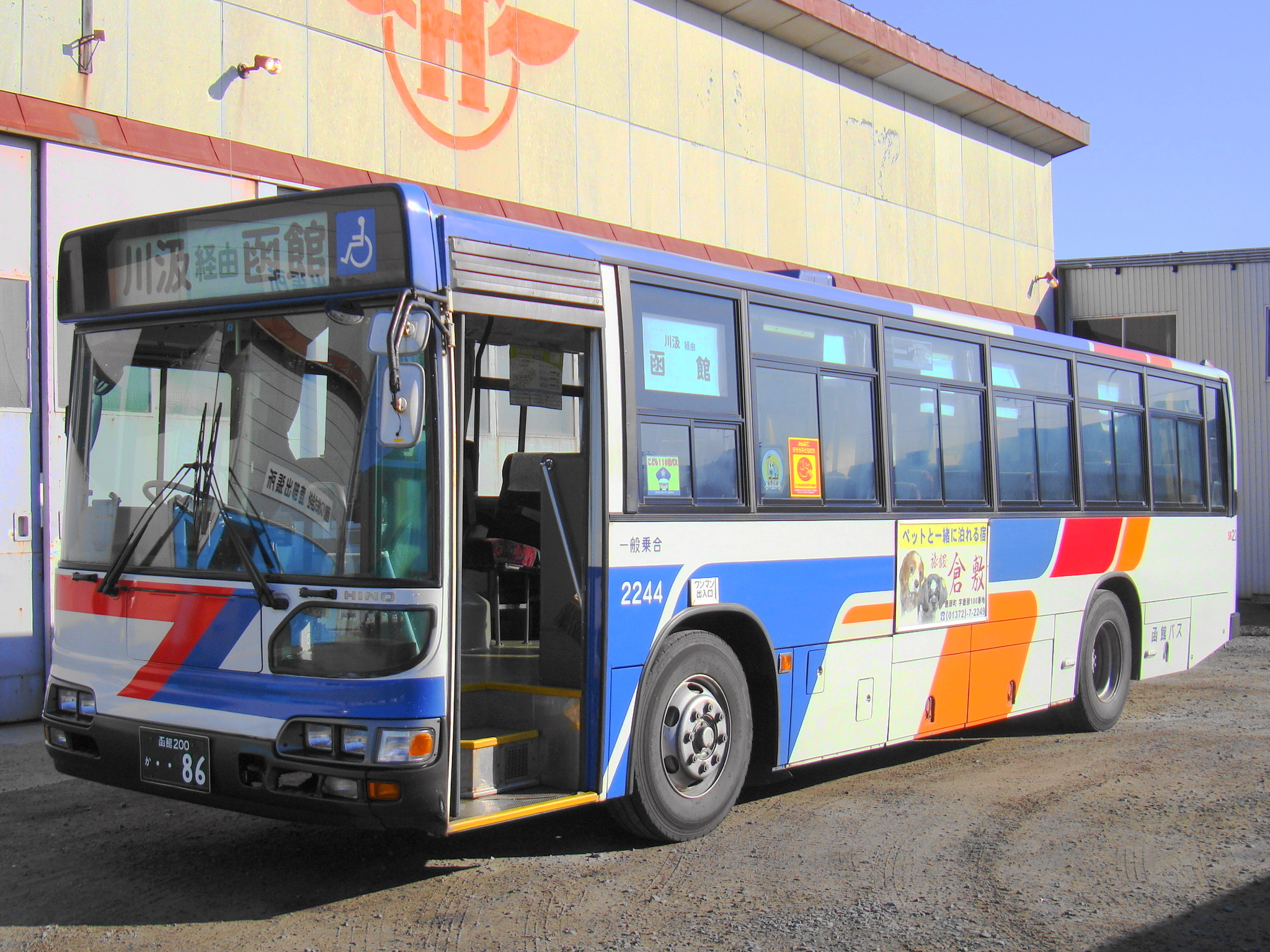
急行鹿部海岸線（当時） 急行表示はない (SK2244)

- 99：函館バスセンター - 函館駅前 - 昭和橋 - 五稜郭 - 深堀町 - 湯倉神社前 - 戸倉町 -　旭岡中学校 - トラピスチヌ入口 - 旭岡 - 亀尾 - 鉄山 - 川汲温泉前 - 南茅部支所前 - 川汲 - 臼尻 - 磯谷 - 岩戸 - 道の駅しかべ間歇泉公園 - 鹿部出張所
  - 旭岡地区の需給調整（59大幅減便）に伴い、99を旭岡中学校前経由にルート変更[57]。
- 223〜225：古部 - 尾札部 - 岬 - 川汲 - 南茅部支所前 - 川汲 - 臼尻 - 磯谷 - 岩戸 - 道の駅しかべ間歇泉公園 - 鹿部出張所
  - 223は南茅部支所前 - 鹿部出張所、224は古部 - 南茅部支所前。
  - 鹿部発函館行始発便の亀尾→湯川小学校前間は急行運転となっていたが、2011年（平成23年）4月1日付ダイヤ改正より普通便に変更されている。
- 226：椴法華支所前　-　南茅部支所前
  - 2025年（令和7年）4月1日新設[55]。

大沼公園・鹿部線
- 210：函館バスセンター - 函館駅前 - ガス会社前 - 五稜郭駅前 - 昭和 - 桔梗 - 七飯役場通 - 藤城 - 新函館北斗駅 - 仁山 - 大沼隧道 - 大沼駅前 - 大沼公園 - 大沼駅前 - 軍川本村 - 東大沼 - 宮浜 - 鹿部役場前 - 鹿部出張所 - 道の駅しかべ間歇泉公園 - 鹿部出張所
  - 函館行始発便の藤城→函館駅前間は急行運転となっていたが、2011年（平成23年）4月1日付ダイヤ改正より普通便に変更されている。

鹿部駅線
- 221・222：鹿部出張所 - 道の駅しかべ間歇泉公園 - 鹿部出張所 - 鹿部役場前 - 宮浜 - 浜中 - 出来澗入口 - 鹿部駅前
  - 222は道の駅しかべ間歇泉公園 - 鹿部駅前。

#### 森方面
森（森町、函館から八雲町八雲・長万部町）方面の系統番号は300番台が割り当てられている。
2019年（令和元年）11月16日、森案内所移転後も存置していた「森案内所」停留所を廃止。一部経路変更の上で「渡島信用金庫本店」停留所を設置。
函館・長万部線

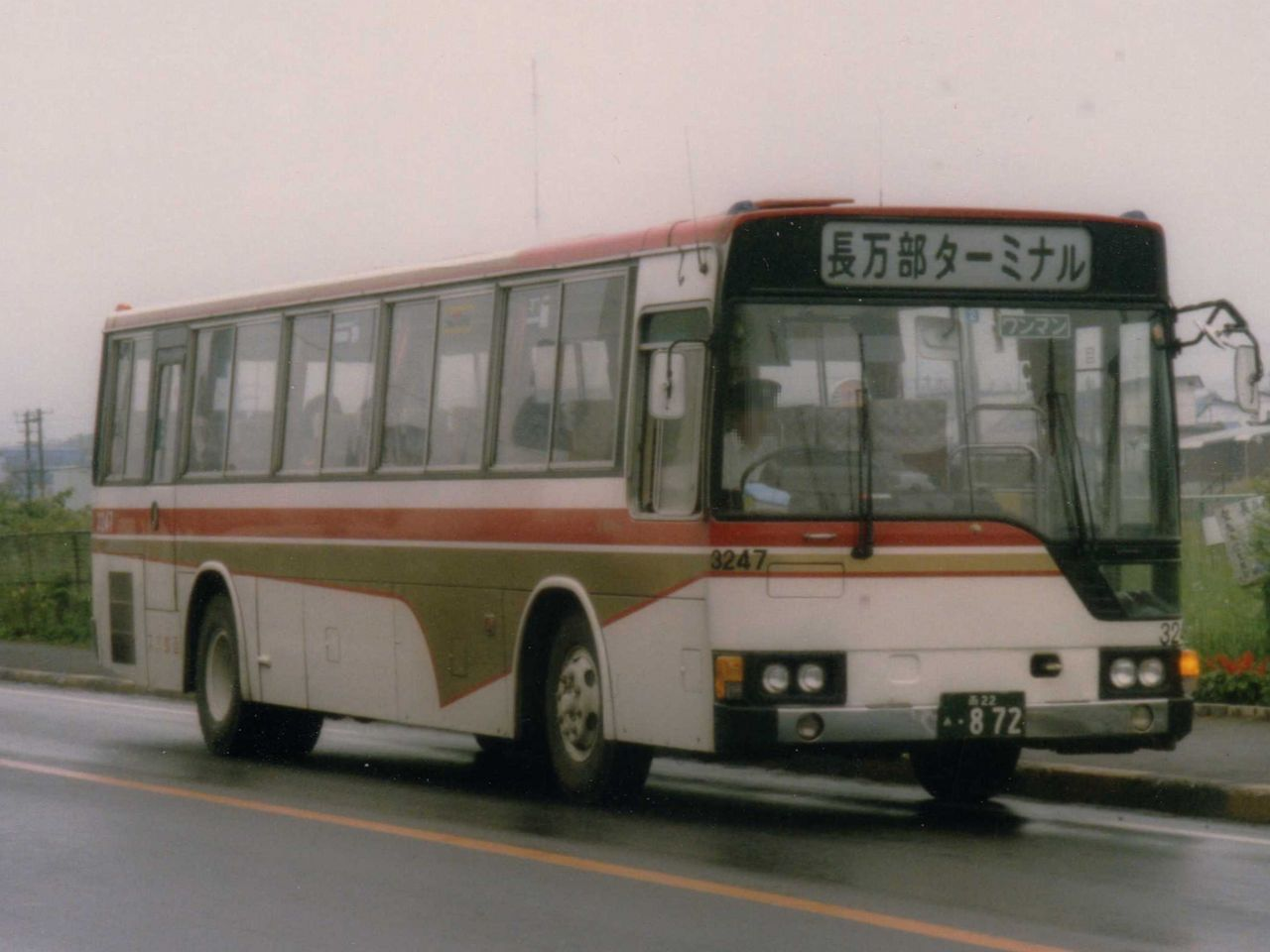
函館長万部線 昭和末期に導入された長距離用東急旧貸切カラー (3247)

- 310：函館バスセンター - 函館駅前 - ガス会社前 - 五稜郭駅前 - 昭和 - 桔梗 - 七飯役場通 - 藤城 - 峠下 - 大沼隧道 - 赤井川 - 姫川 - 渡島信用金庫本店 - 森駅前 - 蛯谷 - 石谷 - 下濁川 - 落部駅前 - 浜松温泉 - 八雲総合病院 - 八雲駅前 - 山崎駅前 - 北豊津 - 国縫 - 中の沢駅前 - 平里 - 長万部駅前 - 長万部役場前 - 長万部ターミナル
  - 函館 - 長万部直通系統は1966年（昭和41年）9月20日開設。
  - 2017年（平成29年）11月1日、北豊津駅廃止に伴い、地元からの要望を受け、旧駅付近の経路を国道5号から住宅の多い町道豊津二号線へ変更するともに停留所名を変更[84][70]

#### 知内・松前方面
系統番号は、知内（函館から木古内町・知内町）方面は400番台、松前（福島町・松前町）方面は500番台が割り当てられている。
石田文具 - 木古内駅前間「石田文具 - 北斗市役所通 - 上磯駅前通 - 富川会館前 - 茂辺地 - 当別駅前 - 当別トラピスト入口 - 釜谷駅前 - 泉沢駅前 - 札苅 - 木古内駅前」共通経路。510は富川会館前 - 木古内駅前間主要停留所のみ停車。
小谷石線
- 410：函館バスセンター - 函館駅前 - 昭和橋 - 五稜郭 - 田家入口 - 港町1丁目 - 市立函館病院 - 北大前 - 七重浜 - 石田文具 - 木古内駅前 - 森越 - 知内出張所
  - 上磯 - 木古内間は函館・松前線時に廃止となっていたが、1963年（昭和38年）3月23日に木古内 - 釜谷間、同年12月27日に上磯 - 茂辺地間、1966年（昭和41年）11月29日茂辺地 - 釜谷間を再免許。知内町に発着するが函館・木古内線として直通系統が開設された。
  - 2023年（令和5年）10月1日より交流センター - 小谷石間廃止。旧経由地「函館バスセンター - 函館駅前 - 昭和橋 - 五稜郭 - 田家入口 - 港町1丁目 - 市立函館病院 - 北大前 - 七重浜 - 石田文具 - 木古内駅前 - 森越 - 知内出張所 - 知内元町 - 涌元 - 小谷石」[44]

木古内・松前線（JR松前線代替バス）

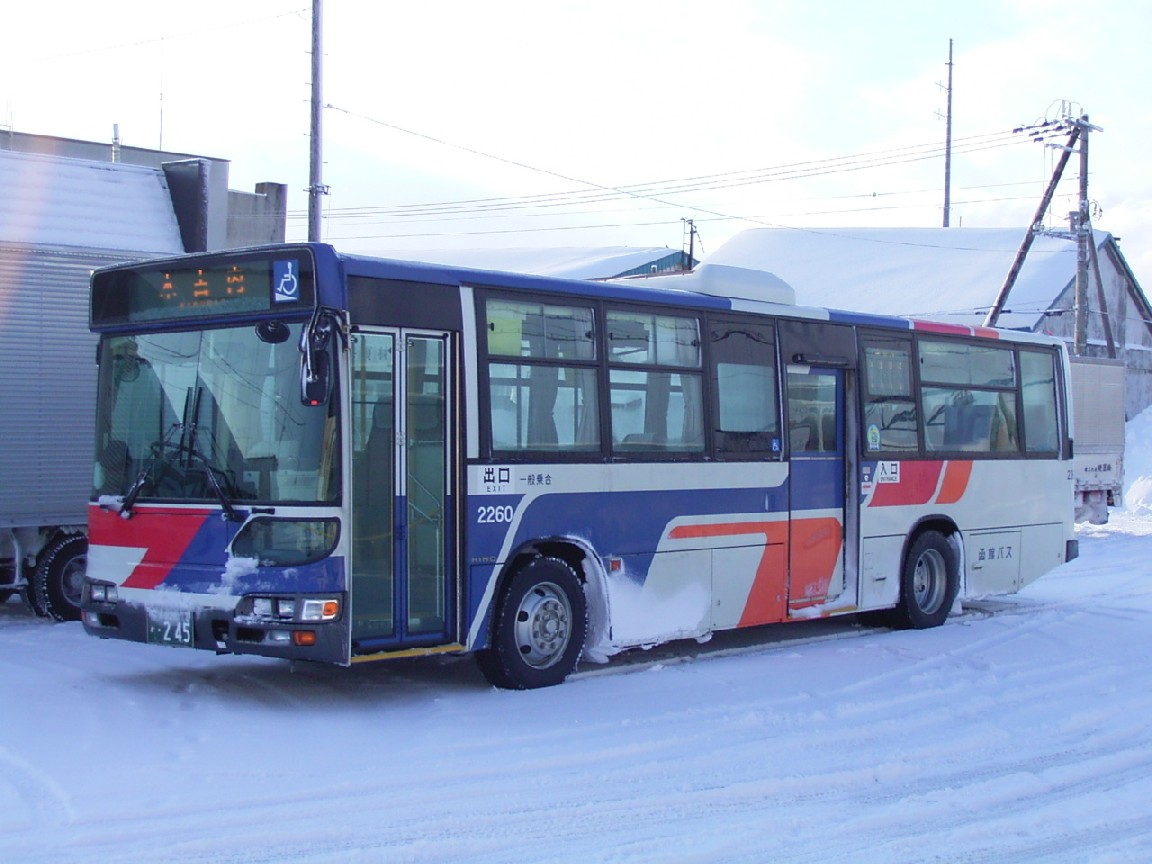
木古内・松前線 (2260)

- 521・522・523：木古内駅前 - 森越 - 知内出張所（ - 知内高校） - 知内元町 - 上雷神社 - 道の駅しりうち - 湯の里温泉入口 - 千軒 - 福島商業高校 - 青函トンネル記念館 - 福島 - 吉岡 - 白神下町 - 中道 - 月島 - 松城 - 松前病院前（ - 松前高校） - 松前出張所
  - 521：木古内 - 松前直行便
  - 522：松前高校経由
  - 523：知内高校経由
    - JR松前線廃止に合わせて知内 - 福島間を新設し、木古内 - 知内間と福島 - 松前間の既存路線を統合した。2001年（平成13年）10月1日に重内経由便が廃止されている
    - 松前号は1989年（平成元年）9月1日に直通系統運行開始。函館バスセンター - 富川会館前間は2019年（平成31年）4月1日より各停留所停車となった[77]。1952年（昭和27年）7月2日に免許を受け直通便が運行されていたが、1956年（昭和31年）9月5日に上磯 - 木古内間、知内 - 松前間が廃止されていた

松前さくら号（期間限定運行）
- 函館駅前・木古内駅前 - 松前警察署（役場前）
  - 予約制。4月下旬 - 5月上旬運行。
  - 磁気カード発行時は函館 - 松前間1,710円の特別運賃が設定され、販売額3,000円のバスカード（利用可能額3,420円）を使用することにより3,000円で往復可能と告知していた[85]。

松前町地域生活バス「大漁くんバス」
- 531〜537：白神下町 （ - 松前温泉） - 中道 - 豊岡/月島 - 松前役場前 - 松城中央 - 松前病院前/漁民センター前（ - 松前高校） - 松前出張所 - 札前 - 静浦 - 清部/清部神社下 - 江良 - 赤石/赤石下通り - 原口 - 原口漁港前
  - 534・536・537は白神下町 - 原口漁港前（曜日等による）、531は松前役場前 - 原口漁港前、532は松前出張所 - 赤石、533は松前出張所 - 原口漁港前、535は白神下町 - 松前出張所。
  - 2014年（平成26年）9月30日までのダイヤでは、松前線として松前ターミナル（松前出張所） - 赤石・原口漁港前で運行され、松前行の2本は木古内・松前線または函館・松前線への直通系統として設定されていた。2014年（平成26年）10月1日、地域生活バス（コミュニティバス）へ移行し区間延長・経路一部変更・100円の定額運賃に変更[86][87]。
    - 松前町地域公共交通活性化協議会が策定した計画に基づき国の地域公共交通確保維持改善事業による支援を受けている[88]。

#### 江差方面
江差（江差町・厚沢部町・上ノ国町・乙部町・八雲町熊石、江差から木古内）方面の系統番号は600番台が割り当てられている。
函館・江差線
| 函館・江差線 (3278) |  | 函館・江差線（T2328） |
| 函館・江差線 (3278) |  | 函館・江差線（T2328） |

- 610：函館バスセンター - 函館駅前 - 昭和橋 - 五稜郭 - 田家入口 - 港町1丁目 - 市立函館病院 - 北大裏 - 七重浜駅通 - 萩野 - 大野中学校前 - 総合分庁舎前 - 市渡 - 新函館北斗駅 - 木間内 - 鶉農協前 - 厚沢部 - 中網 - 江差病院前 - 尾山 - 姥神町フェリー前 - 南が丘団地 - 江差ターミナル
  - 函館駅前 - 市立函館病院間、五稜郭・亀田支所前経由便を2014年（平成26年）5月1日に廃止しガス会社前経由に一本化[89]。2015年（平成27年）11月1日より全便五稜郭・田家入口経由とする[90]。
  - 2018年（平成30年）12月3日より一部便でトイレ付車両を運用するほか、2019年（平成31年）4月6日から7月下旬までの土曜休日には低床車両を改造したサイクリングバスを運用した[91][92][93]。
  - 2022年（令和4年）4月1日に、峠沢 - 中山隧道 - 旧中山分校 間のバス停を廃止[59]
  - 姥神大神宮渡御祭の開催期間は臨時増便が行われる事がある[94][95]。

江差・小砂子線
- 621・622：江差ターミナル - 大留 - 花沢温泉 - 大崎 - 滝沢 - 石崎 - 小砂子 - 原口漁港前
  - 622は江差 - 小砂子。
  - 松前・江差線として松前 - 原口 - 小砂子 - 江差間の直通系統が運行されていた。1969年（昭和44年）11月22日に休止後1996年（平成8年）4月1日に再開されたが、2009年（平成21年）10月1日に小砂子 - 原口漁港前間を再度廃止。2014年（平成26年）10月1日に小砂子 - 原口漁港前を再設定する（ただし、松前へは原口漁港前での乗り換えが必要）とともに、江差側の始点を江差病院前・江差高校前から江差ターミナルに短縮[86]。2019年（令和元年）11月16日より花沢温泉乗り入れ開始[96]。2020年（令和2年）10月1日より上ノ国駅前を廃止[97]。

檜山海岸線
- 624：江差ターミナル - 陣屋団地 - 姥神町フェリー前 - 尾山 - 江差病院前（ - 江差高校前） - 水堀 - 乙部 - 元和 - 鮎川 - 国民宿舎前 - 熊石
  - 熊石以遠、あわび山荘 - 宮野 - 大成学校前 - 第二富磯 - 太田まで運行していたが、2020年（令和2年）より運賃設定等を変えた「檜山海岸線予約バス」を同区間で運行し、江差 - 熊石間の函館バス便と接続させる実証実験を数回行った。各町の公共交通政策との整合性などを見極め、同年10月1日より全便江差 - 熊石間の運行とし、熊石 - 太田間（731 江差→熊石→大成学校前、732 大成学校前→太田、733 江差←熊石←第二富磯←太田、745 大成学校前→第二富磯）を廃止。廃止区間は東ハイヤーが運行する予約バスに移行した。宮野 - 大成学校前 - 第二富磯間は#北檜山方面「久遠線」にて函館バスも引き続き運行する[97][98][99][100]。
  - 江差 - 熊石間でほぼ同経路であった623 八雲・江差線は2021年（令和3年）9月30日をもって廃止。主な休廃止路線 #郊外・長距離参照。

江差木古内線（JR江差線代替バス）
| 江差木古内線車両例 (E2319) |  | 江差木古内線車両例 (E2319) |
| 江差木古内線車両例 (E2319) |  |                            |

- 631・632：（江差高校前 - ）江差病院前 - 尾山 - 姥神町フェリー前（ - 開陽丸記念館前） - 南が丘団地 - 江差ターミナル - 大留 - 豊田 - 桂岡 - 宮越 - 湯ノ岱 - 湯ノ岱温泉 - 神明 - 吉堀 - 鶴岡禅燈寺前 - 木古内駅前
  - 632は開陽丸記念館前経由で2016年（平成28年）3月26日新設[42]。一部便は江差高校前発着で、江差病院前発着・江差高校前発着とも系統番号は同一。
  - 2014年（平成26年）5月12日より木古内駅前 - 江差ターミナル間で運行開始[101][102][時刻表 4]。。同年10月1日より木古内駅前 - 江差病院前・江差高校前間に延長[86]。同線専用の日野・ポンチョ3台を導入し、車体には沿線3町（木古内町・上ノ国町・江差町）のキャラクターが描かれている（1台ごとにレイアウトが異なる）[103]。2019年（令和元年）11月16日より湯ノ岱温泉乗り入れ開始[96]。
- 633:江差高校前 - 江差ターミナル
  - 2024年（令和6年）4月1日開設[62]

#### 北檜山方面
北檜山（せたな町・今金町・せたなから長万部）方面の系統番号は700番台が割り当てられている。
函館・瀬棚線（快速瀬棚号）
- 710：函館バスセンター・函館駅前・松風町・五稜郭・亀田支所前・昭和・七飯役場通 - 新函館北斗駅 - 八雲駅前 - 上八雲 - 日進 - 今金 - 神丘 - 檜山北高校 - 北檜山 - 瀬棚市街 - 上三本杉
  - 函館バスセンター - 七飯役場通間は、瀬棚行が乗車専用、函館行が降車専用。日曜と連休最終日の瀬棚行は落部駅前等に追加停車する[104]。
  - 1987年（昭和62年）5月10日より直通運行を開始。2010年（平成22年）10月1日には上八雲 - 瀬棚市街間の乗降制限（瀬棚行は降車のみ、函館行は乗車のみ）が解除されている。全区間において急行運転を行っていたが、2011年（平成23年）4月1日付ダイヤ改正より、今金 - 上三本杉間は瀬棚線の各停留所にも停車するよう変更されている[105]。
  - 2018年（平成30年）10月1日より函館バス初のトイレ付車両の運用を開始した[106][107][108]。
  - 八雲駅前 - 上八雲間は大関線として区間便が運行されていた。1970年（昭和45年）9月25日の休止後は八雲町が引き継ぐ。

瀬棚・長万部線（国鉄瀬棚線代替バス）
- 721・741〜743：上三本杉 - 瀬棚市街 - 北檜山 - 檜山北高校 - 神丘 - 今金 - 種川小学校 - 中里小学校 - （クアプラザピリカ） - 美利河ダム前 - 国縫 - 中の沢駅前 - 平里 - 長万部駅前 - 長万部ターミナル
  - 740番台は檜山北高校発着学生専用便。741は上三本杉、742は北檜山、743は今金とを結ぶ[109]。クアプラザピリカは事前申告が必要[110]。
  - 1967年（昭和42年）8月14日に国縫 - 今金間の免許を受け長万部・北檜山線として運行されたが、1969年（昭和44年）11月18日に国縫 - 今金間、同年11月22日に今金 - 北檜山間が不採算のため休止、その後廃止された。1987年（昭和62年）3月16日の国鉄瀬棚線廃止による代行バス運行のため、国縫 - 北檜山間再度免許を受け運行を開始している。長万部駅前 - 国縫間は急行運転を行っていたが、2011年（平成23年）4月1日付ダイヤ改正より、函館・長万部線の各停留所にも停車するよう変更されている[105]。

久遠線
- 722・723・744：檜山北高校 - 北檜山 - 柳前 - 若松 - 二俣 - 宮野 - 大成学校前 - 第二富磯
  - 722は北檜山 - 大成学校前、723は北檜山 - 第二富磯、744は檜山北高校 - 大成学校前。

### 都市間高速バス
高速はこだて号

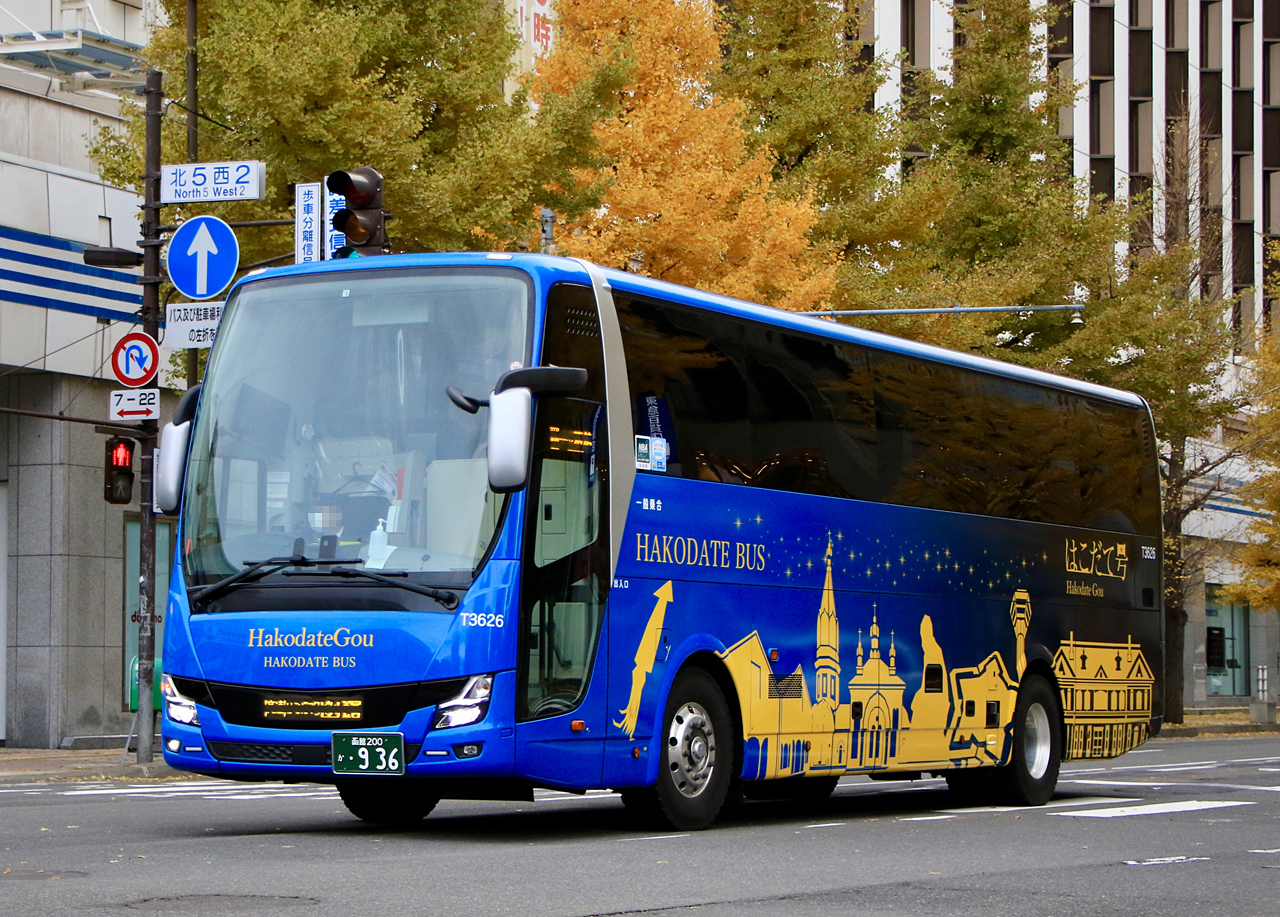
高速はこだて号（T3626）

- 湯の川温泉・函館駅前ターミナル・（直行/新函館北斗駅・森・八雲経由/函館港・新函館北斗駅経由） - 北海道中央バス札幌ターミナル・札幌駅前ターミナル（北海道中央バス、北都交通と共同運行）
  - 2020年（令和2年）4月1日より運行に参入[34][111][注釈 2]。

### 主な休廃止路線

#### 函館市内・近郊

##### 2000年代
湯の川・空港線（めぐりっこ）
- 函館空港 - 湯の川温泉街循環 - 函館空港
  - 2009年（平成21年）4月1日廃止。

##### 2010年代
ニューバスパ
- 共愛会病院正門前 - テーオー・パボッツ前 - 五稜郭 - 市立函館高校前 - 花園団地裏 - 本通農協前 - 鍛治団地 - 中央小学校前 - 亀田支所前 - 富岡中央公園 - 桐花通中央 - 大川団地東 - 教育大通 - パボッツ前 - 共愛会病院正門前
  - バスパとして新設後、経路変更の上でニューバスパに名称変更。五稜郭先回りを「おけ回り」、教育大通先回りを「手ぬぐい回り」と称していた。
  - 2014年（平成26年）11月1日：廃止[時刻表 8]

旧50-2系統
昭和営業所前 - 亀田支所前 - 東山団地 - 函館バス団地 - 東山墓園裏
- 2015年（平成27年）4月1日：廃止

旧2系統
- 函館バスセンター - 函館駅前 - ガス会社前 - 港 - 市立函館病院前 - 北大裏 - 東前 - 大野駅前 （ - 仁山駅通 - 峠下）
  - 2016年（平成28年）3月26日廃止[42]。

旧24系統
- 日吉営業所前 - 花園町 - 湯倉神社前 - 榎本町 - 滝沢町旋回所
  - 2013年（平成25年）4月1日新設、2017年（平成29年）11月1日：廃止[70]。

美原ライナー
- （昭和営業所前→昭和1丁目→）昭和ターミナル - 亀田支所前 - 渡島総合振興局前 - 美原台団地 - 湯元 花の湯前 - 桔梗 - 大中山 - 新函館北斗駅
  - 2016年（平成28年）3月26日新設、2017年（平成29年）11月1日廃止[42]。

市立病院・五稜郭循環バス
- 五稜郭 - 五稜郭公園入口 - 白鳥橋 - 田家コミュニティー - 五稜郭駅前 - 高台坂下 - 市立函館病院前 - ポールスターショッピングセンター前
  - 2000年（平成12年）10月[112]：LCSA（レクサ）100として新設[時刻表 5]、全区間100円均一運賃で運行。LCSA（レクサ）200（全区間200円均一運賃）への変更を経て、2014年（平成26年）5月1日より市立病院・五稜郭循環バスに変更の上で、経路変更および運賃を改定[時刻表 4]。2017年（平成29年）11月1日に白鳥橋→五稜郭タワー前→芸術ホール前→五稜郭病院前経由に変更[時刻表 9]。2019年（平成31年）4月1日廃止[77]。

湯の川温泉ライナー
- 6：函館駅前 - 湯の川温泉2丁目・湯の川温泉・湯の川温泉主要ホテル
  - 2016年（平成28年）3月26日新設、2019年（令和元年）11月16日廃止[42][83]。

##### 2020年代
上磯・木古内線
- 15（旧81）：（稜北高校前→）昭和営業所前→昭和ターミナル - 亀田支所前 - 富岡 - 五稜郭 - ガス会社前 - 港 - 市立函館病院 - 北大前 - 上磯駅前通 - 富川会館前
  - 2021年（令和3年）4月1日廃止[53]
    - 通勤・通学・買い物・通院に利用されてきたが、稜北高校の閉校、16Aへの統合し効率化を図る[113]。

桔梗・美原線
- 35：港 - 北大前 - 石田文具前（七重浜2丁目） - 西桔梗 - 流通センター入口 - 昭和 - 桔梗 - 稜北高校入口 - 美原台団地 - 特別支援学校前 - 美原3丁目 - 亀田中学校前 - 昭和ターミナル
  - 2021年（令和3年）4月1日廃止[53]

田家・石川線
- 40（旧4）：昭和ターミナル - 新都市病院正門前 - 石川町中央 - 美原台 - 赤川入口 - 亀田支所前 - 田家町 - 教育大学前 - ガス会社前 - 海岸町 - 函館駅前
  - 2021年（令和3年）4月1日廃止[53]
    - 赤川乗合自動車が1932年（昭和7年）春より万年橋 - 高区貯水池間7.2kmを運行開始。戦前は富岡と赤川通地区に雪の吹き溜まりができることから1月から3月まで運休する年が多かった。戦時中に臨港バスに社名変更し、函館側発着場を北海道拓殖銀行万代町支店横に変更。函館バスに譲渡されたものである[114]。
    - 買い物と通院に利用されており北海道の補助路線であった。白鳥町および田家町各停留所での乗降が少なく、石川町から園芸センター前間の乗客も少なかった。47、67、57、58で代替ができるから廃止に至った[113]。

昭和・旭岡団地線
- 89（旧89・98）：昭和ターミナル - 昭和 - ガス会社前 - 五稜郭 - 富岡 - 亀田支所前 - 花園町 - 湯倉神社前 - トラピスチヌ入口 - 旭岡中学校前
  - 2021年（令和3年）4月1日廃止[53]
    - 通勤、通学、買い物、通院路線として利用されてきた路線ある。20kmにも及ぶ長大路線であるが国道5号方面～旭岡方面間を直通する需要はほぼなかった。12、59、74が代替になるだけではなく、78を新設するため廃止に至った[113]。

蛾眉野線
- 93：函館バスセンター - 函館駅前 - 松風町 - 中央病院前 - 五稜郭 - 湯倉神社前 - トラピスチヌ入口 - 旭岡小学校前 - 旭岡団地 - 鉄山 - 蛾眉野（がびの）
  - 鉄山折り返し便が旧10系統として運行されていたが、2018年（平成30年）4月1日に廃止され[45]、2021年（令和3年）4月1日に全路線廃止[53]
    - 北海道の補助路線である。買い物と通院に利用されてきたが、函館駅前～鉄山停留所間は99、99Aで代替が可能である。鉄山～蛾眉野停留所間は週に2～3名と乗客が少なく、今後も増加する見込みが考えられないため廃止に至った[113]。

87系統（旧8系統急行）
- 日吉営業所前 - 函館フットボールパーク前 - ポリテクセンター函館 - 花園町 - 稲荷神社前 - 函館自動車学校前 - 金堀町 - 松風町 - 函館駅前
  - 2021年（令和3年）10月1日廃止[115]

97系統（旧79系統）
- 銭亀沢中学校前→銭亀支所前→湯倉神社前→花園町→亀田支所前→昭和ターミナル→流通センター会館
  - 銭亀沢中学校前行の旧97系統として運行されていた路線が2018年（平成30年）4月1日に廃止されて旧79系統の銭亀沢中学校前発のみ運行となり[45]、2021年（令和3年）4月1日に全路線廃止[53]

45系統
- 昭和ターミナル - 新都市病院前 - 蔦屋書店前 - 流通センター入口 - 西桔梗 - 七重浜 - 津軽海峡フェリー - 北大前 - 港 - 市立函館病院 - ポールスターショッピングセンター前
  - 2019年（平成31年）4月1日：新設[77]の日中の買い物客と津軽海峡フェリー利用客の利用を想定したが、1便あたり最大平均3.35人と慢性的な赤字が継続していた。また、市立函館病院→亀田支所前の乗客がほとんどであった[69]。
  - 2022年（令和4年）10月1日廃止[68]。利用実績に合わせて主に「72」を代替することとした[69]。

上磯線
- 18（旧101）：函館バスセンター - 函館駅前 - ガス会社前 - 港小学校通 - 北大前 - 七重浜 - 石田文具前 - 北斗市役所通 - 上磯駅前通 - 富川会館前 - 茂辺地
  - 2023年（令和5年）10月1日廃止[44]。「富川停留所」から「茂辺地停留所」区間における乗降利用がほとんどなく、14A、19、410、七飯線、82などにより代替が可能であったため[61]。

69系統（旧9-J系統）
- 上陣川旋回場 - 神山児童館 - 赤川通 - 中央小学校裏 - 神山通 - 亀田支所前 （- 昭和ターミナル） - 昭和営業所
  - 2012年（平成24年）4月1日～8月15日：前身となる、陣川あさひ町会が運営する「Jバス」として、実証実験という形で函館バスに委託運行開始[116][117][118][119][120]。経路などの変更を経て運行が継続され、2015年（平成27年）4月1日より安定運行や採算の目処が付いた事から、函館バスの路線「9-J系統」として本格運行していくことになった。[時刻表 3]
  - 2022年（令和4年）10月1日より上陣川旋回場行きを美原地区路線バス乗降場（亀田支所前4番のりば）に乗り入れをし、効率化で昭和営業所に一本化した[69]。
  - 2023年（令和5年）10月1日廃止[44]。1便あたり平均3名などと需要が低調であり、61Aとの運行系統重複していたので解消を図った[61]。

海洋センターシャトルバス
- 4：函館駅前・函館どつく前 - 海洋総合研究センター[121]
  - 2014年（平成26年）6月2日開設
  - 2024年（令和6年）4月1日廃止[62]
    - 開設当初より利用低迷していたところに新型コロナウイルス感染症拡大に伴う移動需要低下が重なり、2020年（令和2年）4月18日以降は運休に追い込まれた[57]。

空港五稜郭快速線
- 8（旧100）：五稜郭タワー・五稜郭 - 市民会館・函館アリーナ前 - 湯の川温泉 - 熱帯植物園前 - 函館空港
  - 2016年（平成28年）11月1日新設[58]
  - 2024年（令和6年）4月1日廃止[62]

43系統（旧1系統・1系統急行）
- 43B：昭和営業所前 - 清尚学院高等学校前 - 市立函館病院 - ガス会社前 - 中の橋 - 総合福祉センター前 - 棒二森屋前 - 十字街 - 高竜寺前 - 船見町
  - 43A系統と重複している路線で利用者への案内が複雑化していた[122]
  - 2025年（令和7年）4月1日、43A系統に統合し当系統を廃止した[122][55]

富岡・美原台・大川線
- 52・52A系統：亀田支所前 - 渡島総合振興局前 - 石川町会館前 - 美原台団地 - 赤川通 - 亀田支所前（循環）
  - 2022年（令和4年）4月1日美原エリアゾーンバス導入に伴い新設[65]。52は渡島総合振興局先廻り、52Aは赤川通先廻り[59][63]。
  - 30系統と大半が重複していた。30系統で五稜郭、函館駅前に行くことができるため利用が低調であった[122]。
  - 2025年（令和7年）4月1日廃止[55]
- 56系統：亀田支所前 - 富岡 - 五稜郭 - 千代台 - 五稜郭 - 富岡 - 亀田支所前（循環）
  - 2022年（令和4年）4月1日に美原エリアゾーンバス導入に伴い新設[59][63][65]
  - 競合系統が多数存在で利用低調に陥っていた[122]
  - 2023年（令和5年）10月1日から平日のみの運行に移行[44]
  - 2025年（令和7年）4月1日廃止[122][55]

72系統（旧92）
- 72A：市立函館病院 - 東港 - 七重浜保育園前 - 流通センター東通 - 流通センター会館 - 流通センター西通 - 中央自動車学校前 - 昭和 - 昭和ターミナル - 亀田支所前 - 神山通 - 世界救世教前 - 山の手団地 - 日吉営業所
  - 2018年（平成30年）4月1日：72の一部を「流通センター会館」経由する経路変更して開設
  - 「流通センター東通」「流通センター会館」「流通センター西通」の利用者が少なかった[122]
  - 2025年（令和7年）4月1日、運行便を72に振り替えて系統廃止[122][55]

#### 郊外・長距離

##### 1900年代
奥尻線
- 稲穂 - 青苗
  - 1948年（昭和23年）12月27日免許。1952年（昭和27年）10月4日までの4年足らずで撤退している。廃止後は船舶会社直営を経て、現在は奥尻町が運行する。

上の湯線
- 落部 - 下の湯 - 銀婚湯
  - 1963年（昭和38年）9月30日免許。1970年（昭和45年）9月25日に休止（その後廃止）され八雲町が引き継いだ。現在は町民向けのスクールバスとして運行される。

美谷線
- （北檜山 - 瀬棚 - ）上三本杉 - 虻羅 - 美谷 - 須築
  - 1949年（昭和24年）10月6日に東瀬棚 - 瀬棚間、1950年（昭和25年）3月22日に瀬棚 - 美谷間、1973年（昭和48年）7月9日に美谷 - 須築間免許。1986年（昭和61年）4月1日に廃止され、旧瀬棚町域を瀬棚町営バス（いわゆる80条バス）が引き継いだ。2002年（平成14年）4月1日からはいわゆる21条バスによる東ハイヤーへの運行委託に変更。2006年（平成18年）10月の法令改正による一般路線バス化を経て、2019年（平成31年）4月1日よりデマンドバス化[123]。

函館・洞爺湖線
- 函館駅前・五稜郭・亀田支所前・森・八雲・長万部駅前 - 洞爺駅前・洞爺湖温泉
  - 1987年（昭和62年）7月4日に道南バスと相互乗り入れで夏期季節運行を開始。1998年（平成10年）度をもって道南バスが運行から撤退し、1999年（平成11年）度をもって廃止されている。

##### 2000年代
函館・大成線（大成号）
- 函館バスセンター・函館駅前・五稜郭・亀田支所前 - 鶉 - 厚沢部 - 柳崎 - 乙部 - 熊石 - 宮野 - 大成学校前
  - 1985年（昭和60年）7月1日より函館と乙部・熊石・大成を直通する長距離路線として運行したが、2008年（平成20年）4月1日のダイヤ改正をもって廃止され、函館・江差線と檜山海岸線の乗り継ぎに振り替えられた。2009年（平成21年）7月19日には「リバイバル大成号」が運行されている[124]。

鰔川・旭岱線
- 江差ターミナル - 朝日中通 - 朝日学校前 - 鰔川 - 旭岱
  - 2009年（平成21年）10月1日廃止。

##### 2010年代
下海岸線
- 旧7：函館バスセンター - 銭亀沢中学校
  - 2010年（平成22年）4月1日廃止

姫川線
- 江差ターミナル - 乙部 - 地久橋 - 姫川学校前 - 旭岱
  - 1962年（昭和37年）3月13日に免許を受け、2010年（平成22年）10月1日廃止。

太櫓線
- 北檜山 - 背負越 - 太櫓 - 古櫓多 - 鵜泊団地
  - 2018年（平成30年）11月と2019年（平成31年）2月の路線バス、スクールバス、患者送迎バスを統合した予約制バス試験運行を経て、2019年（平成31年）4月1日廃止。東ハイヤーが運行するデマンドバス北檜山太櫓線に移行[77][123][125][126]。

##### 2020年代
江差・八雲線
- 623：江差ターミナル - 南が丘団地 - 姥神町フェリー前 - 尾山 - 江差病院前 - 水堀 - 乙部 - 元和 - 鮎川 - 国民宿舎前 - 熊石 - 国民宿舎前 - 鮎川 - 見市温泉 - おぼこ荘入口 - 八雲高校 - 八雲駅前 - 八雲総合病院
  - 1970年（昭和45年）8月7日に（熊石 - ）鮎川 - 鉛川（ - 八雲）間休止後、1987年（昭和62年）に夏期季節運行で再開。1991年（平成3年）より通年で運行される。2017年（平成29年）11月1日より八雲駅前 - 八雲総合病院間延伸[70]。
  - 八雲駅でJR特急列車と接続し、札幌など道央圏と江差町の公共交通アクセスルートとして活用されていたが、乗客は1便平均9人に止まるなど慢性的な赤字となっていた。八雲町では八雲・江差線を廃止し、八雲と熊石を結ぶデマンドバスへ移行する計画を発表。試験運行を経て、2021年（令和3年）10月1日廃止[115]。八雲ハイヤーが運行するデマンドバス「熊石・八雲間予約バス」に移行した[98][127][128]。

下海岸線
- 91B（旧7）:函館 - 下原木
  - 2022年（令和4年）4月1日廃止[59]

濁川線（三岱線）
- 312・321：（函館バスセンター←）渡島信用金庫本店 - 森駅前 - 森警察署前 - 森国保病院前 - 森警察署前 - 森駅前 - 蛯谷 - 石谷 - 下濁川 - 温泉入口 - 濁川 - 三岱入口
  - 312は三岱線三岱入口→函館で、下濁川→函館間は森国保病院を経由する以外は函館・長万部線と同経路。321は濁川線渡島信用金庫本店 - 三岱入口。2020年（令和2年）4月1日より全便平日のみ運行となり、三岱線も土曜休日は313 森駅前→渡島信用金庫本店→函館となった[129]。
  - 2022年（令和4年）10月1日に321が廃止され、2023年（令和5年）4月1日に312も廃止し全日313の運行となった[68][130]。

小谷石線
- 411：函館バスセンター - 函館駅前 - 昭和橋 - 五稜郭 - 田家入口 - 港町1丁目 - 市立函館病院 - 北大前 - 七重浜 - 石田文具 - 木古内駅前 - 森越 - 知内出張所 - 知内元町 - こもれび温泉 - 涌元 - 小谷石
  - 2023年（令和5年）10月1日廃止[44]
  - 2023年（令和5年）10月1日より一部区間を知内町デマンドバス小谷石線として代替バスが運行開始[131]。

館線
- 642・643・661：江差ターミナル - 南が丘団地/茂尻町/陣屋団地 - 姥神町フェリー前 - 尾山 - 江差病院前（ - 江差高校前） - 水堀 - 小黒部 - 厚沢部 - 鶉 - 館 - 東部館 - 富里
  - 642は茂尻町・江差高校経由富里、643は陣屋団地経由富里、661は南が丘団地経由東部館。
- 641・644・662：江差ターミナル - 南が丘団地/茂尻町 - 姥神町フェリー前 - 尾山 - 江差病院前（ - 江差高校前） - 中網 - 厚沢部 - 鶉 - 館 - 東部館 - 富里
  - 641は南が丘団地経由富里、644は南が丘団地・江差高校経由富里、662は茂尻町経由東部館。
  - 1948年（昭和23年）12月27日鶉 - 館間、1964年（昭和39年）2月14日館 - 富里間免許。
  - 2024年（令和6年）4月1日廃止[62]
    - 江差ターミナルと厚沢部町を結ぶ路線の一つ[132]。
    - 2023年（令和5年）8月より利用低迷の上に燃料費高騰と運転手不足で江差町や厚沢部町と廃止の調整を行っていた[132]。
    - 2024年（令和6年）4月1日代替として江差町北部乗合タクシー運行開始。事業者は桧山ハイヤーで予約制[133]。

稲見線
- 651〜653：江差ターミナル - 陣屋団地/南が丘団地 - 姥神町フェリー前 - 尾山 - 江差病院前（ - 江差高校前） - 水堀 - 小黒部 - 滝野 - 稲見
  - 651は陣屋団地・江差高校前経由、652は陣屋団地経由、653は南が丘団地経由。
  - 1963年（昭和38年）5月27日免許。
  - 2024年（令和6年）4月1日廃止[62]
    - 江差ターミナルと厚沢部町を結ぶ路線の一つ[132]。
    - 2023年（令和5年）8月より利用低迷の上に燃料費高騰と運転手不足で江差町や厚沢部町と廃止の調整を行っていた[132]。
    - 2024年（令和6年）4月1日代替として江差町北部乗合タクシー運行開始。事業者は桧山ハイヤーで予約制[133]

木間内線
- 663：木間内 - 鶉農協前 - 厚沢部 - 中網 - 江差高校前 - 江差病院前 - 尾山 - 姥神町フェリー前 - 茂尻町 - 江差ターミナル
  - 2024年（令和6年）4月1日廃止[62]
    - 江差ターミナルと厚沢部町を結ぶ路線の一つ[132]。
    - 2023年（令和5年）8月より利用低迷の上に燃料費高騰と運転手不足で江差町や厚沢部町と廃止の調整を行っていた[132]。
    - 2024年（令和6年）4月1日代替として江差町北部乗合タクシー運行開始。事業者は桧山ハイヤーで予約制[133]

函館・松前線（快速松前号）

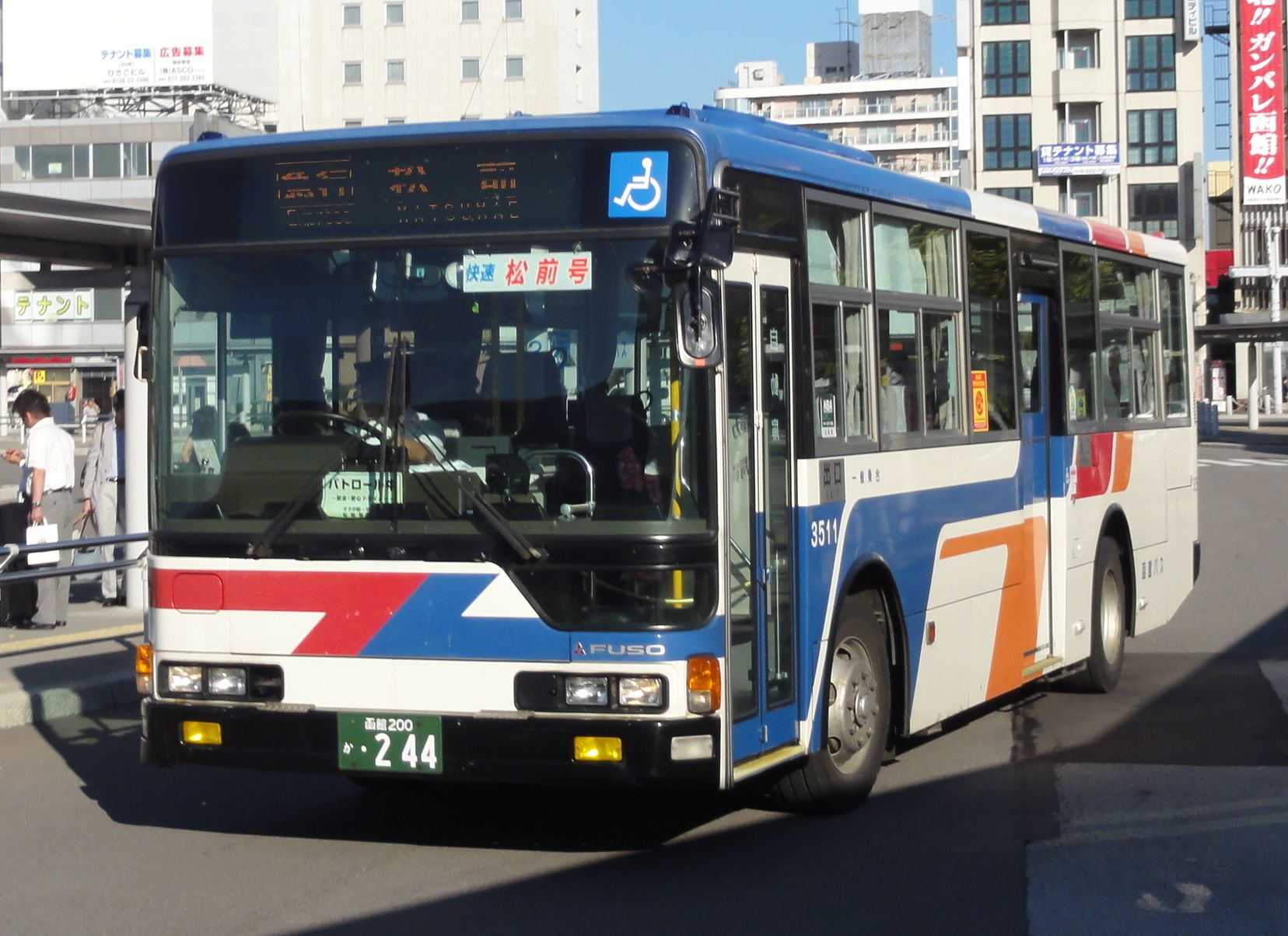
函館駅前バスターミナルを発着する快速松前号（M3511）2011年

- 510・511：函館バスセンター - 函館駅前 - 昭和橋 - 五稜郭 - 田家入口 - 亀田支所前 - 昭和 - 西桔梗 - 石田文具 - 木古内駅前 - 森越 - 知内出張所（ - 知内高校） - 知内元町 - 上雷神社 - 道の駅しりうち - 湯の里温泉入口 - 千軒 - 福島商業高校 - 青函トンネル記念館 - 福島 - 吉岡 - 白神下町 - 中道 - 月島 - 松城 - 松前病院前（ - 松前高校） - 松前出張所
  - 510：函館 - 松前直行便
    - 2024年（令和6年）10月1日廃止[71]

  - 511：知内高校経由[44]
    - 2023年（令和5年）10月1日から知内高校乗り入れを開始[44]
    - 2024年（令和6年）10月1日廃止[71]

下海岸線
- 91E：日ノ浜団地 - 絵紙山 - 海向山 - 椴法華小学校前 - 椴法華支所前
  - 新浜町方面と日ノ浜町方面を結ぶ唯一の路線[122]
  - 2025年（令和7年）4月1日廃止[55]。需要が低く、乗務間のインターバル確保とダイヤ効率化[122]

函館・長万部線
- 311：函館バスセンター - 函館駅前 - ガス会社前 - 五稜郭駅前 - 昭和 - 桔梗 - 七飯役場通 - 藤城 - 峠下 - 大沼隧道 - 赤井川 - 姫川 - 渡島信用金庫本店 - 森駅前
  - 急行便313「森駅前→（一部急行運転）→函館」が設定されていたものの、2024年（令和6年）10月1日一部区間急行運転を廃止され311へ統合される[71]
  - 利用者数が低調に推移していることから需要の低い路線であると見込まれ、また経路の全てを310にて代替可能であるとした[122]
  - 2025年（令和7年）4月1日系統廃止[55]

砂原線
- 322〜324：（森高校 - 渡島信用金庫本店 - ）森駅前 - 森警察署前 - 森国保病院（ - 森の里病院） - 森警察署前 - 森駅前 - 渡島信用金庫本店 - 尾白内駅前 - 掛澗駅通り - 砂原支所前 - 砂原東3丁目
  - 323は森の里病院経由
  - 324は森高校発着
  - 2025年（令和7年）4月1日廃止[55]

- 325：森高校 - 砂原東3丁目
  - 2024年（令和6年）10月1日開設[71]
  - 2025年（令和7年）4月1日廃止[55]

## 乗車券等

### 乗車カード・回数乗車券
現行
- ICAS nimoca（イカすニモカ） - nimoca全体の記事。
  - 交通系ICカード全国相互利用サービスに対応する各カードも利用可能。

過去
以下は2018年（平成30年）3月31日をもって販売・発行を終了しICAS nimocaに代替。各種2020年（令和2年）3月31日で利用を終了 し、2023年（令和5年）3月31日まで払い戻しを受付していた。
- （紙製）回数券
- バス・市電共通乗車カード
- 高齢者専用乗車カード
- 身体・知的障害者専用乗車カード、精神障害者・戦傷者・原爆被爆者専用乗車カード

### 定期乗車券
区間式のほか、区域内フリー、昼間時間指定、函館市電乗継といった定期乗車券が発売される。2018年（平成30年）4月1日より、紙製からICAS nimocaを使用した定期券に変更となった。

### 1日・2日乗車券
函館バス指定区域 が1日または2日乗り放題となる。
- カンパス - 函館バス専用1日乗車券[138]。
- カンパス24時間券 - スマートフォンまたはタブレットで利用可能な24時間乗り放題チケット。
- 函館バス・市電1日/2日乗車券 - 函館市電と共通[139]。

### 乗り継ぎ
函館市内の指定停留所で函館バス同士または函館市電をICAS nimoca利用にて乗り継ぎ、降車から次の乗車まで60分以内の場合に乗継割引が適用される。函館バスと函館市電が並行する区間への乗り継ぎは函館市電にのみ適用される。函館バス同士のICAS nimocaによる乗り継ぎは、すべてのバス停留所乗り継ぎで割引が適用となる。
ICAS nimocaによる函館バス - 函館市電の乗継指定停留所（場）
- 函館駅前・棒二森屋前・市電函館駅前
- 五稜郭・市電五稜郭公園前
- 深堀町・市電深堀町
- 湯倉神社前・市電湯の川
- 昭和橋・市電昭和橋
- 競馬場前・市電競馬場前

現金での支払いは、指定停留所降車から目的地降車までが2時間以内の場合に割引が適用されていた。現金による乗継割引は2020年（令和2年）4月1日より函館バス同士の乗継指定停留所が縮小され、2023年（令和5年）12月1日より函館バス同士・函館市電間ともに廃止され、ICAS nimoca利用のみ適用となった。ただし、函館市電側は廃止ではなく休止としている。
上記のほか、函館郊外等においても主要・分岐停留所にて接続を取る路線がある。系統分割されている下海岸線の函館 - 恵山 - 椴法華間は、日ノ浜団地にて直近の接続便へ乗り換えた際に直通運賃が適用される。

### 障がい者・高齢者の割引等
函館バスの全線において、身体障がい者と知的障がい者の本人およびその介護人は身体障害者手帳・療育手帳の提示により運賃が半額となる。nimocaエリアにおいては、身体・知的障がい者は障がい者用ICAS nimocaが利用出来る。
函館市の取り組みについては、高齢者交通料金助成事業、函館市障害者等外出支援事業（2011年度までの制度は市電・バス利用証）を参照。
江差町では、65歳以上の高齢者と、特定医療費（指定難病）受給者証を所有する人を対象とした「高齢者・特定疾患者乗車証（バス半額券）」の交付 を行っている。

## バスロケーションシステム
旧函館市営バスでもバスロケーションシステムが導入されていて、バス事業譲渡後も函館バスが旧市営バス路線にのみ引き継いでいたが、設備の老朽化を理由に2006年（平成18年）11月10日限りで旧バスロケーションシステムの使用を一旦終了した。
その後設備を更新し、2007年（平成19年）3月から衛星利用測位システム（GPS）とアナログ無線システムを利用したバスロケーションシステムとして導入され、一部バス停のLED表示板や、函館駅前バスターミナルの案内所などに設置のモニターなどで見られるほかに、函館バスウェブサイトでも検索が出来るようになった。また、スマートフォン用アプリ「はこだてバスガイド」を利用しての路線別検索も出来るようになっていたが、誤差が生じるなどしていたため、函館市や国からの補助を含めた事業費約7,900万円を投じて、NEC製のIP無線を利用したシステムへの更新を行い、2018年（平成30年）3月22日から運用が開始されることとなった。それに伴ってスマートフォン用の専用検索画面も新設し、目的地までの2路線を連続して検索出来るようになる事も告知された。なお、システムの更新に伴ってこれまでのスマートフォン用アプリ「はこだてバスガイド」はサービスが終了となった。

## 貸切バス
貸切バス事業は函館運輸支局管内での発着が認められており、車両は14台保有する。

## 車両
塗装はかつて東急グループに属していたことから、東急バスに準じたシルバーに赤ラインの通称「銀バス」色が使われる。長距離路線や郊外線の一部は平成初期までは白地に青色ラインが入った専用塗装車で、東急旧貸切カラーを経て現在は貸切バスとともに東急貸切色（マーキュリー）が使用されている。
函館市からの購入補助を受け、2005年（平成17年）にハイブリッドノンステップバスを、2008年（平成20年）エコハイブリッドノンステップバスを、いずれも北海道で初めて導入している。2008年（平成20年）には京浜急行バスから車椅子乗降用スロープを装備しない初期型ワンステップバス、2009年（平成21年）には東急バスからノンステップバス黎明期の1997年式都市新バスの三菱ふそう・エアロスターが導入されている。
郊外・長距離路線は主に前扉折戸車や貸切兼用車を中心に運用されているが、交通バリアフリー法施行後2002年（平成14年）からは2扉ワンステップ車両を導入し、座席を2人掛け主体にするなど座席定員減少を最小限に抑えている。
コミュニティバス「リング」には、東急コーチ美術館線で使用されていた車両を、外装を若干変更した程度でそのまま使用している。これは、東急コーチ美術館線の車両は、外装だけでなく内装などもこれまでの函館バスにはみられなかったタイプであったことから、低コストで十分なアピールを実現するために選定されたものである。
函館浪漫號に用いられるボンネットバスは、1959年（昭和34年）にいすゞ自動車で製造された。
2017年（平成29年）10月、スマートフォン等の充電に使用可能のコンセント付きバス1台を初導入。その後、2018年（平成30年）10月22日にもコンセント付きバスが1台追加導入された他に、USB電源ポートを設置したバスもさらに2台追加導入されて同日に運行を開始した。

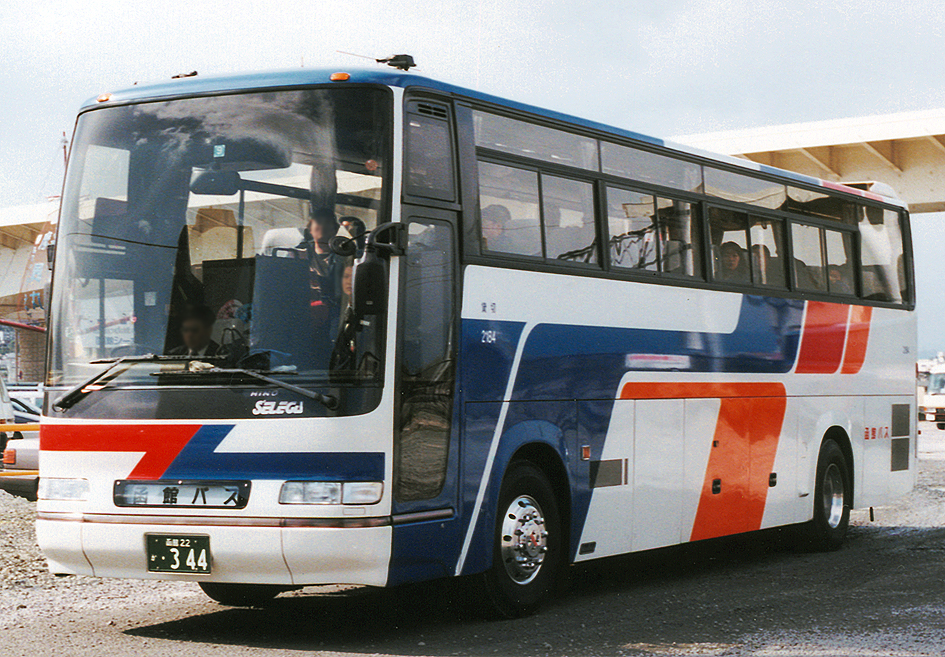
1990年代前半に初めて導入されたスーパーハイデッカー車 (2184)
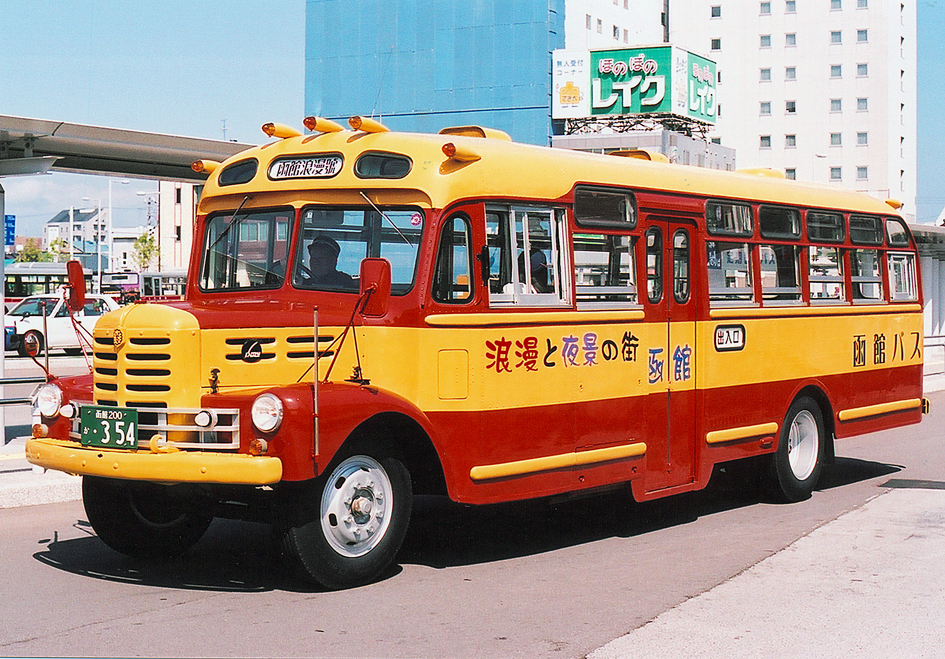
函館浪漫號 1959年式 いすゞBX352 金沢産業製ボディ
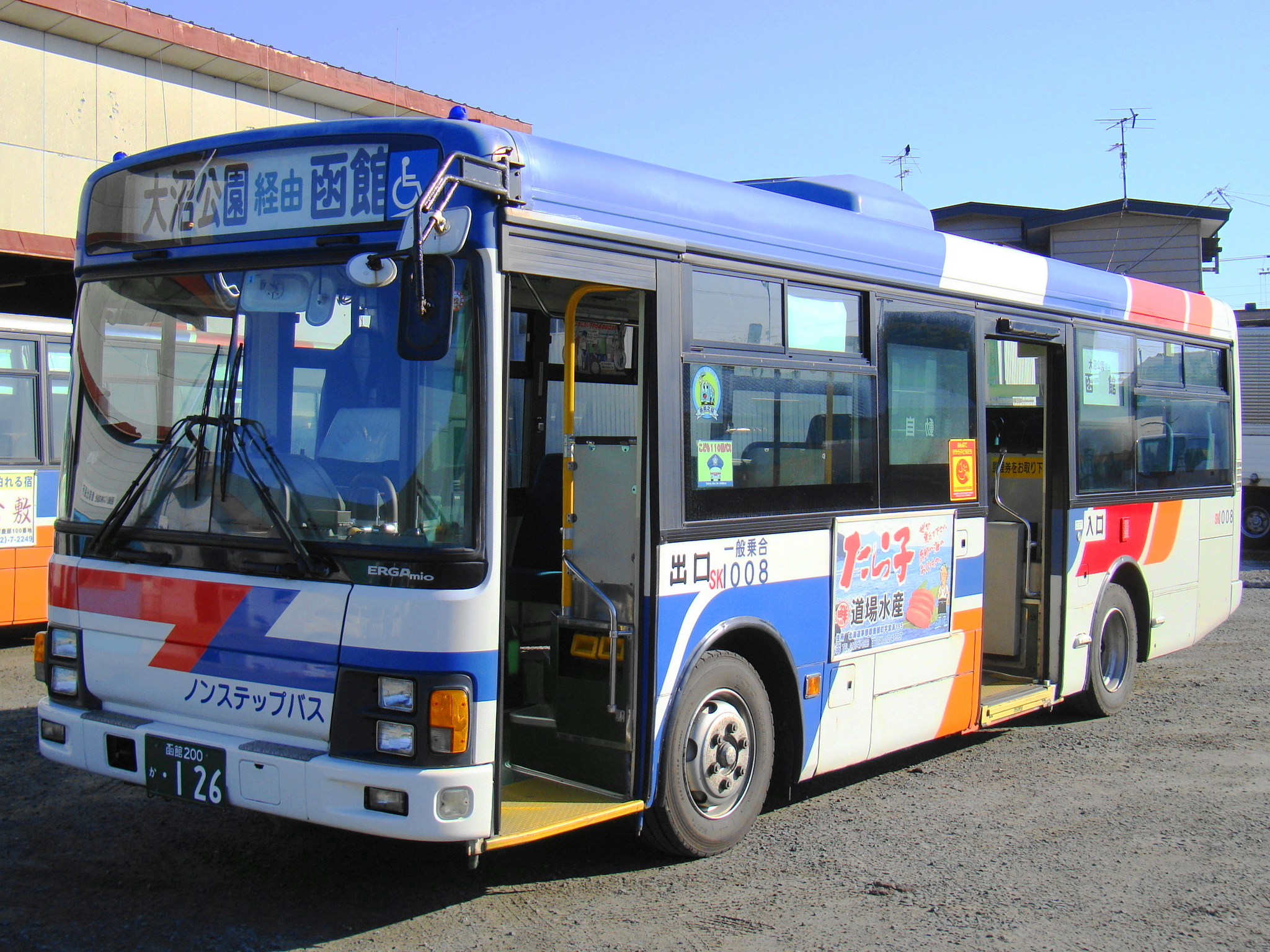
長距離路線で運用されるノンステップバス (SK1008)
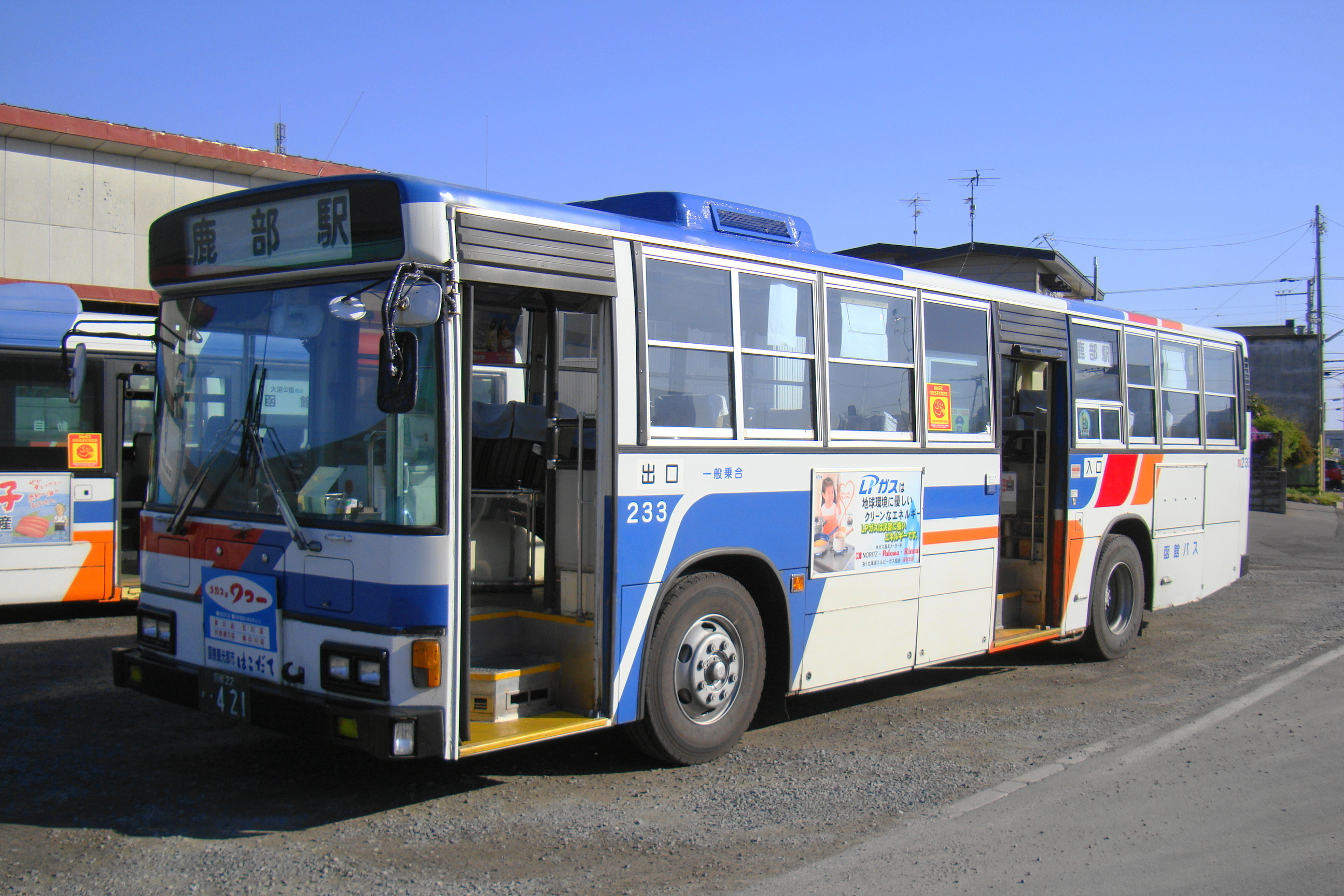
函館市営バス引継車のうち、座席交換の上で郊外・長距離路線に転用された車両 （SK233。現在廃車）
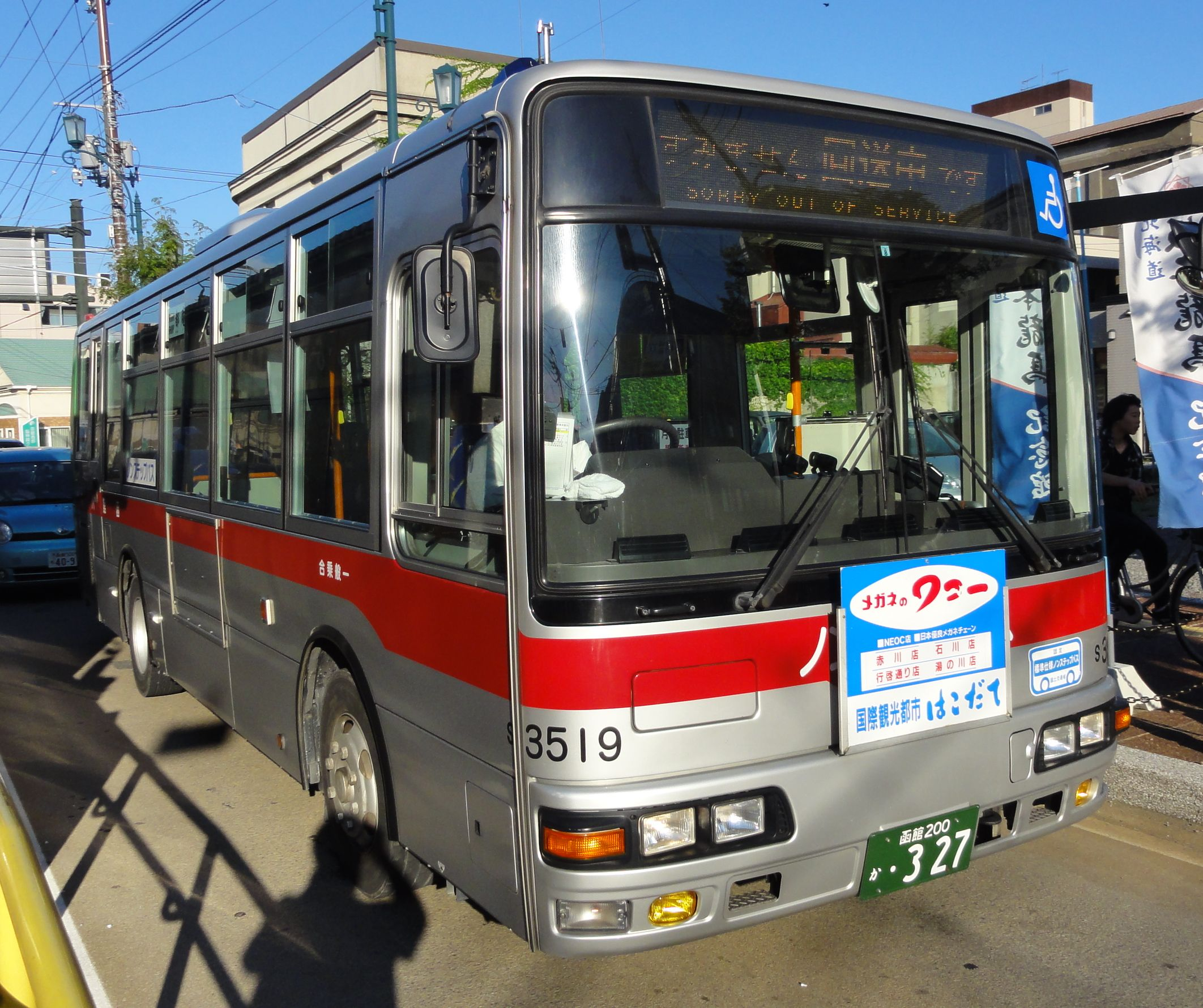
一部で表示される「すみません回送中です」 (S3519)
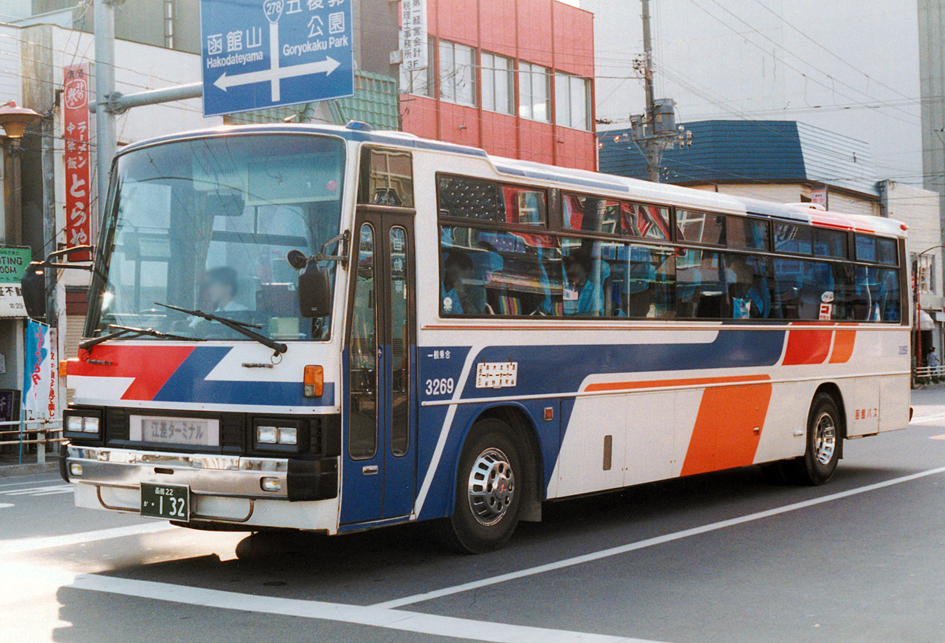
過去の車両：長距離路線車 (3269)
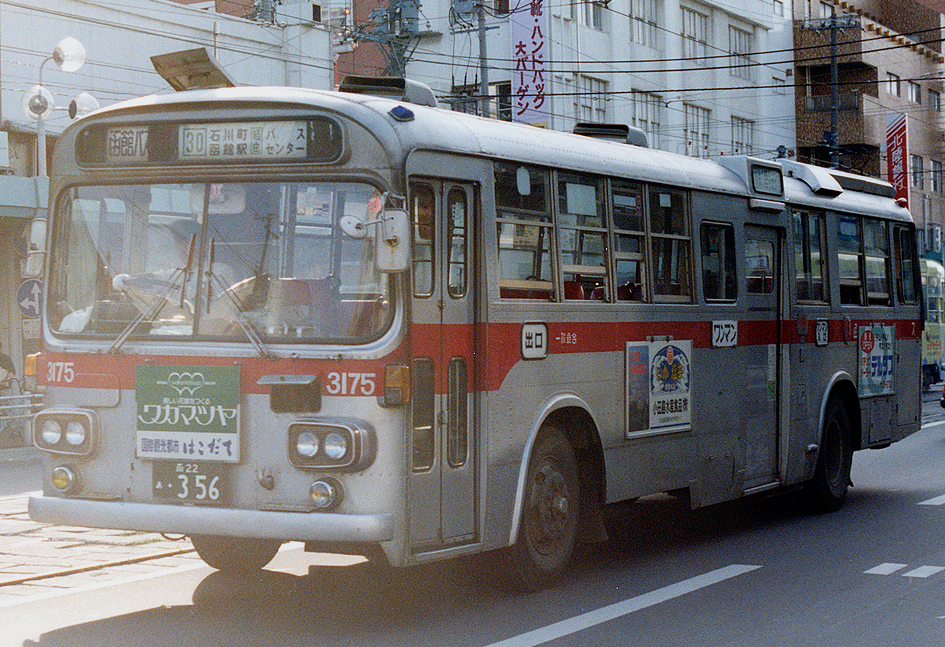
過去の車両：路線車 (3175)
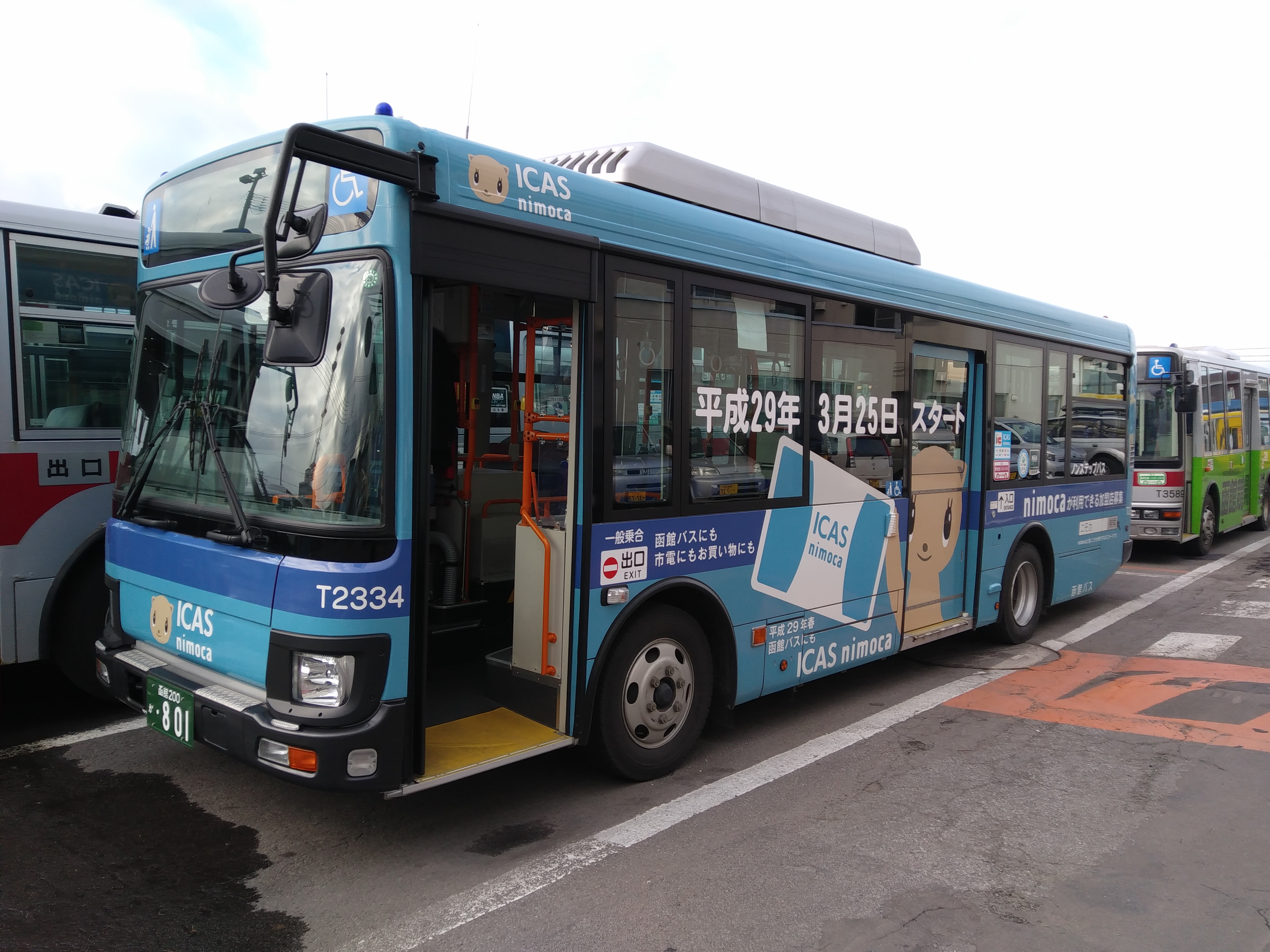
ICAS nimocaラッピングバス（T2334）
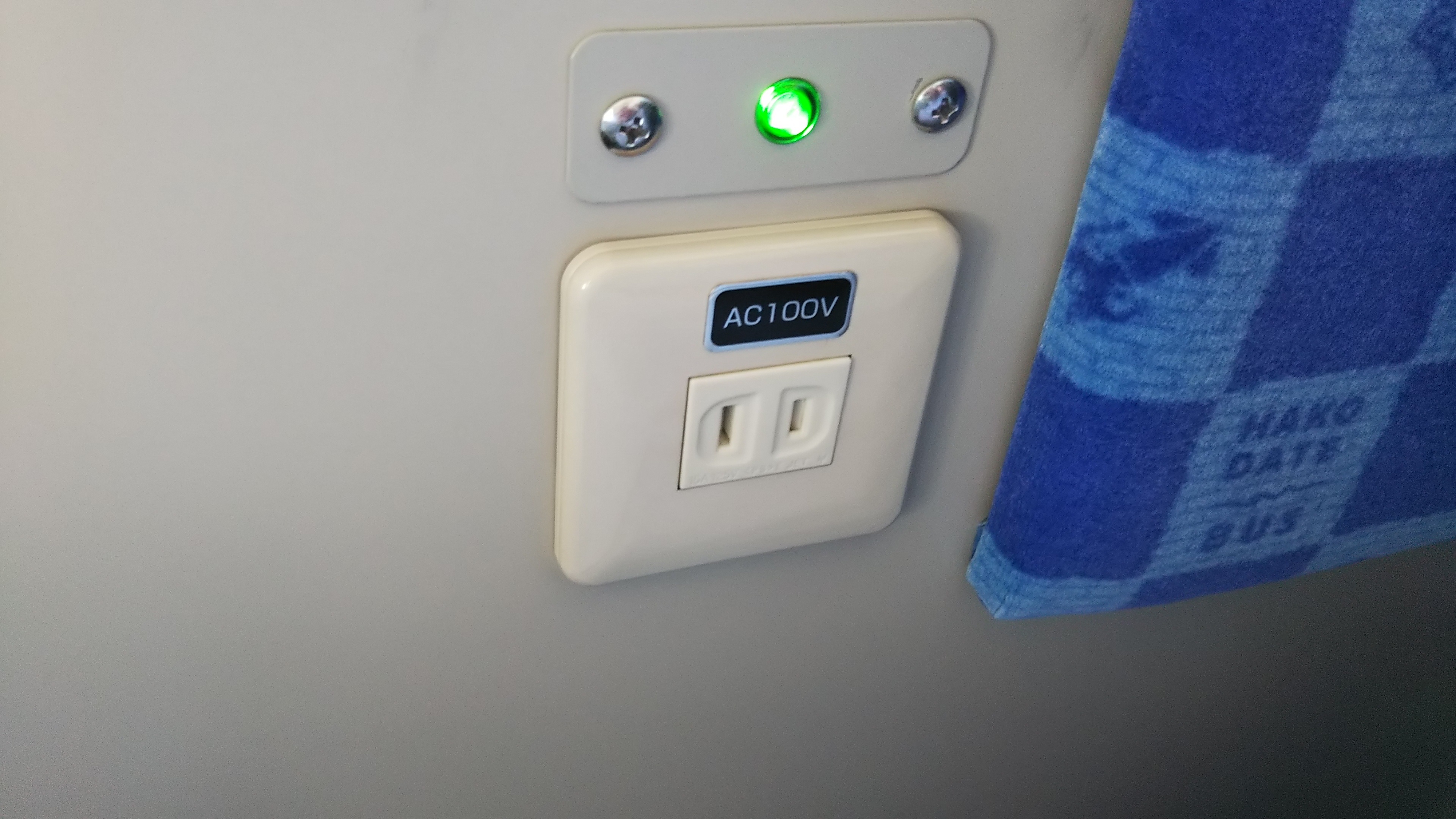
バス車内に導入されたコンセント (S3615)
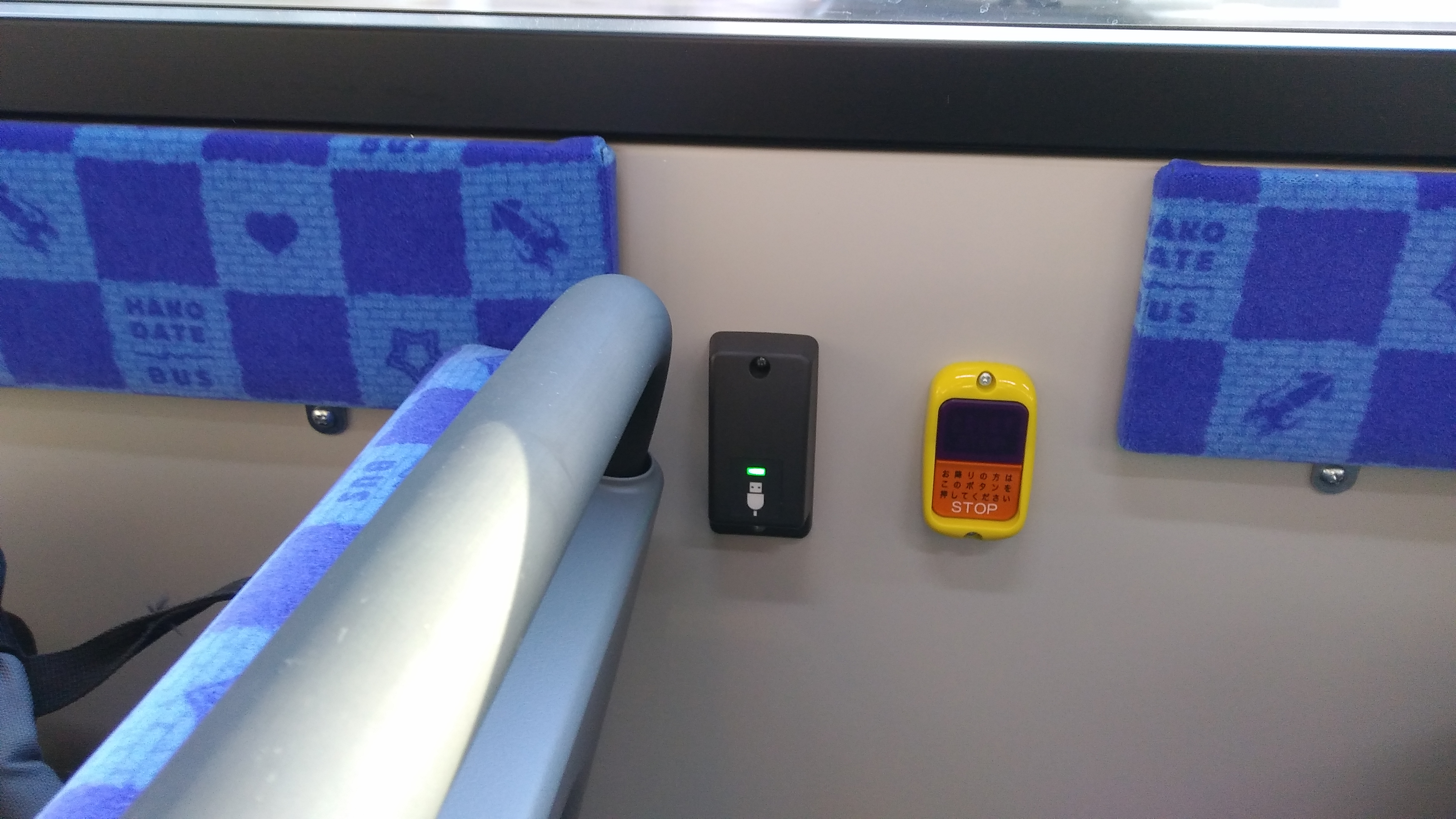
USB電源ポート (T2344)

## エイチ・ビー観光
| 車両 (2501) |  | 車両 (2501) |
| 車両 (2501) |  |             |

エイチ・ビー観光株式会社（エイチ・ビーかんこう）は、函館バスの観光貸切部門の一部を分離独立させて2006年（平成18年）4月1日に発足した企業。

車両は16台保有し、事業は通常は離島を除く函館運輸支局管内での発着が認められているが、貸切バス事業者安全性評価認定制度による優良事業者に限定した営業区域の弾力的な運用による特例で、2025年（令和7年）4月1日現在北海道全域となっている。

## 不祥事
前出の労働争議に伴い、私鉄総連函館バス支部に所属する7人が労働組合の所属先を理由に函館バスが労使協議を行わず一方的な配置転換や懲戒解雇などを行ったのは不当として函館バス側を相手取った裁判を起こし、最高裁判所で「再雇用を不当に拒否した」とする判決が確定したものの、社長が賠償金の支払いに応じないため社長の自宅や預貯金が差し押さえられる事態となった。さらに、函館地裁は社長の自宅の強制競売を始める決定をした。
2024年7月4日、労使協定を結ばずに運転手らに時間外労働させたとして、函館地検は労働基準法違反の罪で、法人としての函館バスと、社長と常務を略式起訴した。起訴状によると、社長と常務は2021年7月から10月、同法36条に基づく労使協定協定を私鉄総連函館バス支部と結ばずに、運転手ら計8人に時間外労働をさせたとされる。